# Список птахів Гамбії
Це перелік видів птахів, зафіксованих на території Гамбії. Авіфауна Гамбії налічує загалом 576 видів. Один вид був інтродуковий до Гамбії, 2 види знаходяться під загрозою глобального вимирання. В Гамбії, невеликій країні, майже з усіх сторін оточеній Сенегалом, немає ендемічних птахів.

## Позначки

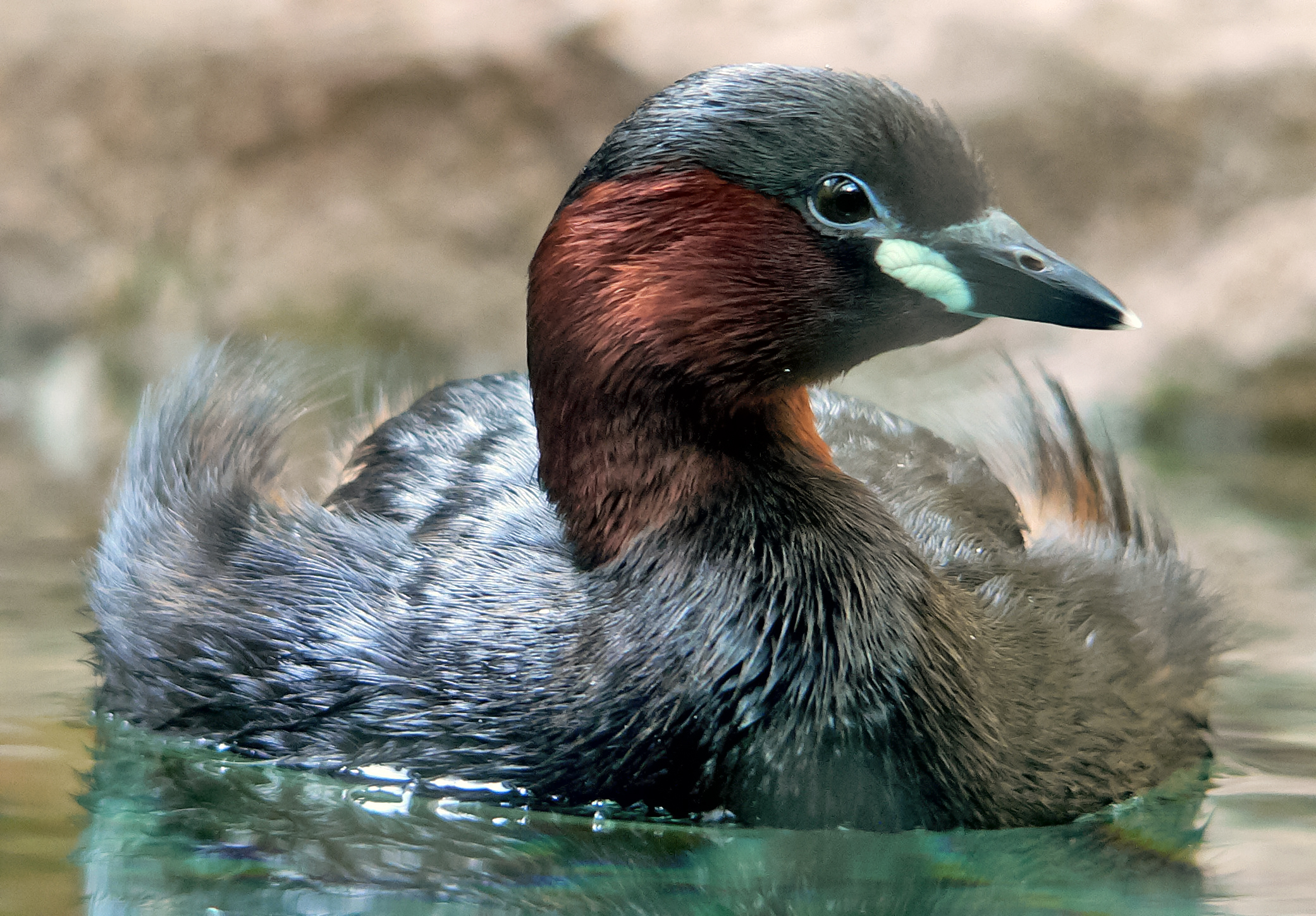
Мала пірникоза (Tachybaptus ruficollis).

Наступні теги використані для виділення деяких категорій птахів.
- (А) Випадковий — вид, який рідко або випадково трапляється в Гамбії
- (I) Інтродукований — вид, завезений до Гамбії як наслідок, прямих чи непрямих дій людських дій

## Пірникозоподібні(Podicipediformes)
Родина: Пірникозові (Podicipedidae)
- Пірникоза мала, Tachybaptus ruficollis

## Буревісникоподібні(Procellariiformes)
Родина: Буревісникові (Procellariidae)
- Буревісник малий, Puffinus puffinus (A)
- Буревісник канарський, Puffinus baroli (A)

Родина: Океанникові (Oceanitidae)

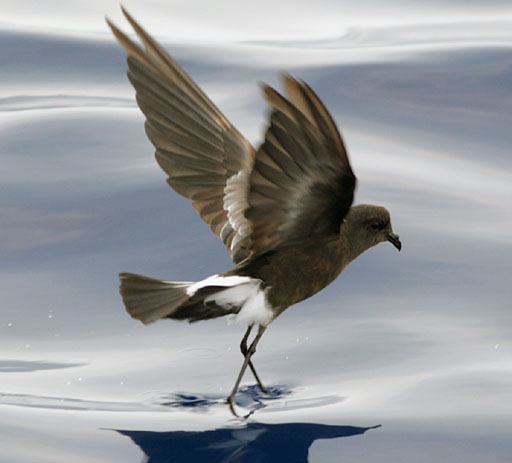
Океанник Вільсона (Oceanites oceanicus).

- Океанник Вільсона, Oceanites oceanicus

Родина: Качуркові (Hydrobatidae)
- Качурка морська, Hydrobates pelagicus
- Качурка північна, Oceanodroma leucorhoa (A)

## Фаетоноподібні(Phaethontiformes)
Родина: Фаетонові (Phaethontidae)

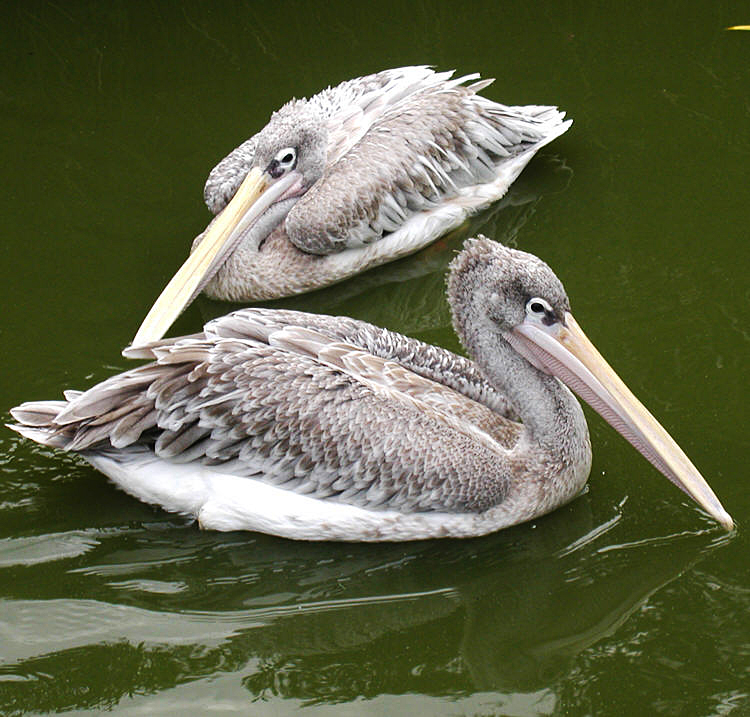
Африканські пелікани (Microcarbo africanus)

- Фаетон червонодзьобий, Phaethon aethereus (A)

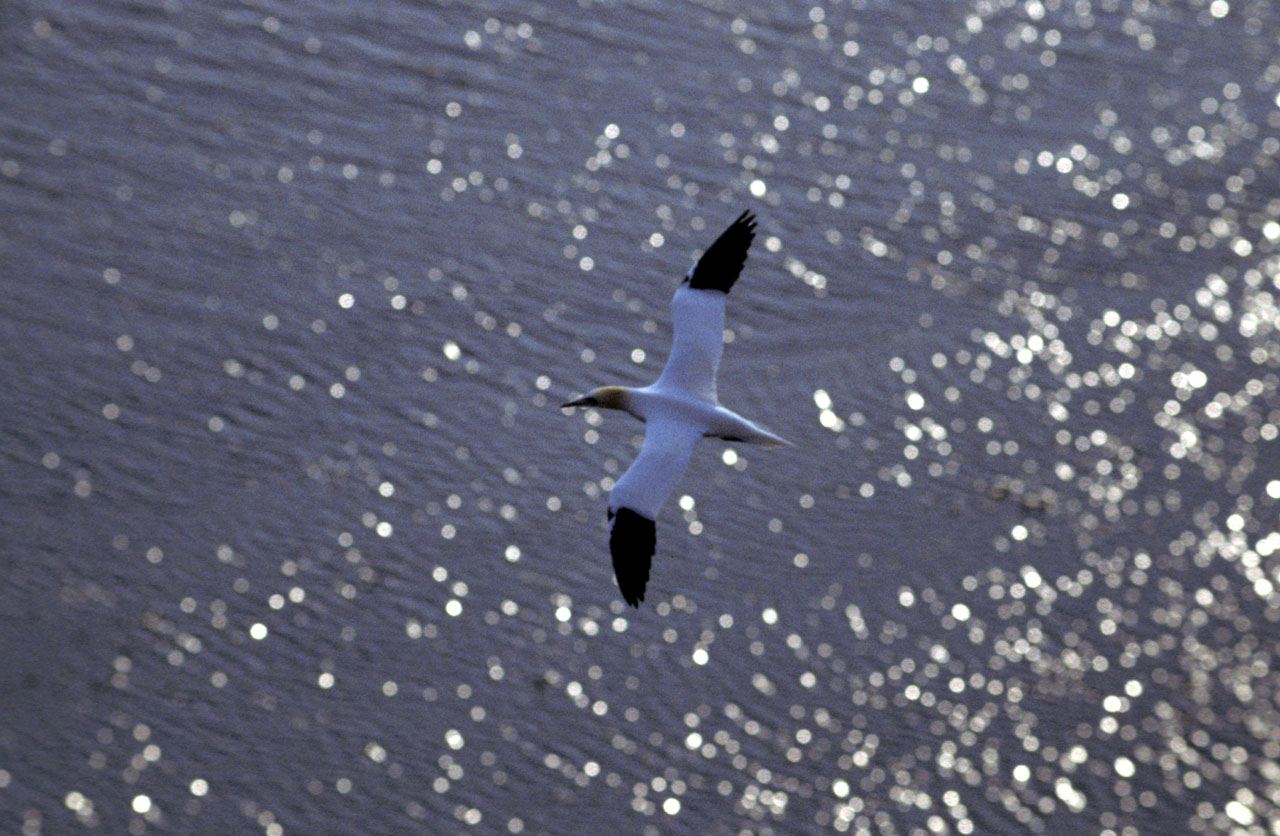
Атлантичні сули (Morus bassanus).

## Сулоподібні(Suliformes)
Родина: Сулові (Sulidae)
- Сула атлантична, Morus bassanus
- Сула білочерева, Sula leucogaster (A)

Родина: Бакланові (Phalacrocoracidae)
- Баклан великий, Phalacrocorax carbo
- Баклан африканський, Microcarbo africanus

Родина: Змієшийкові (Anhingidae)

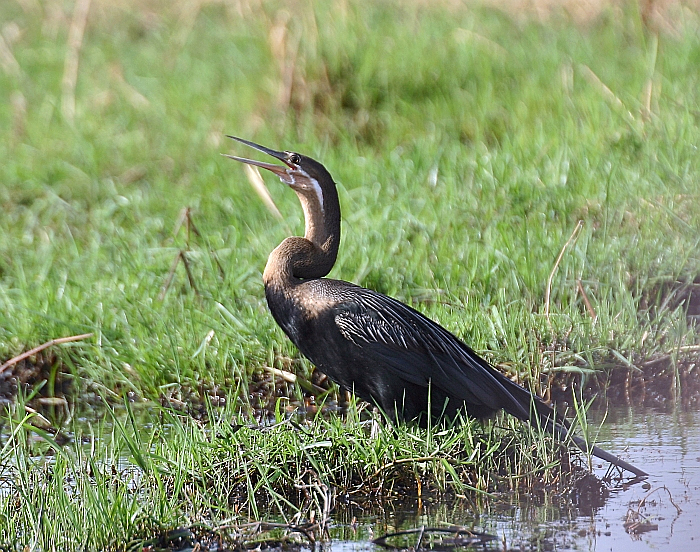
Африканська змієшийка (Anhinga rufa)

- Змієшийка африканська, Anhinga rufa

Родина: Фрегатові (Fregatidae)
- Фрегат карибський, Fregata magnificens (A)

## Пеліканоподібні(Pelecaniformes)
Родина: Пеліканові (Pelecanidae)
- Пелікан рожевий, Pelecanus onocrotalus
- Пелікан африканський, Pelecanus rufescens

Родина: Чаплеві (Ardeidae)
- Чапля сіра, Ardea cinerea

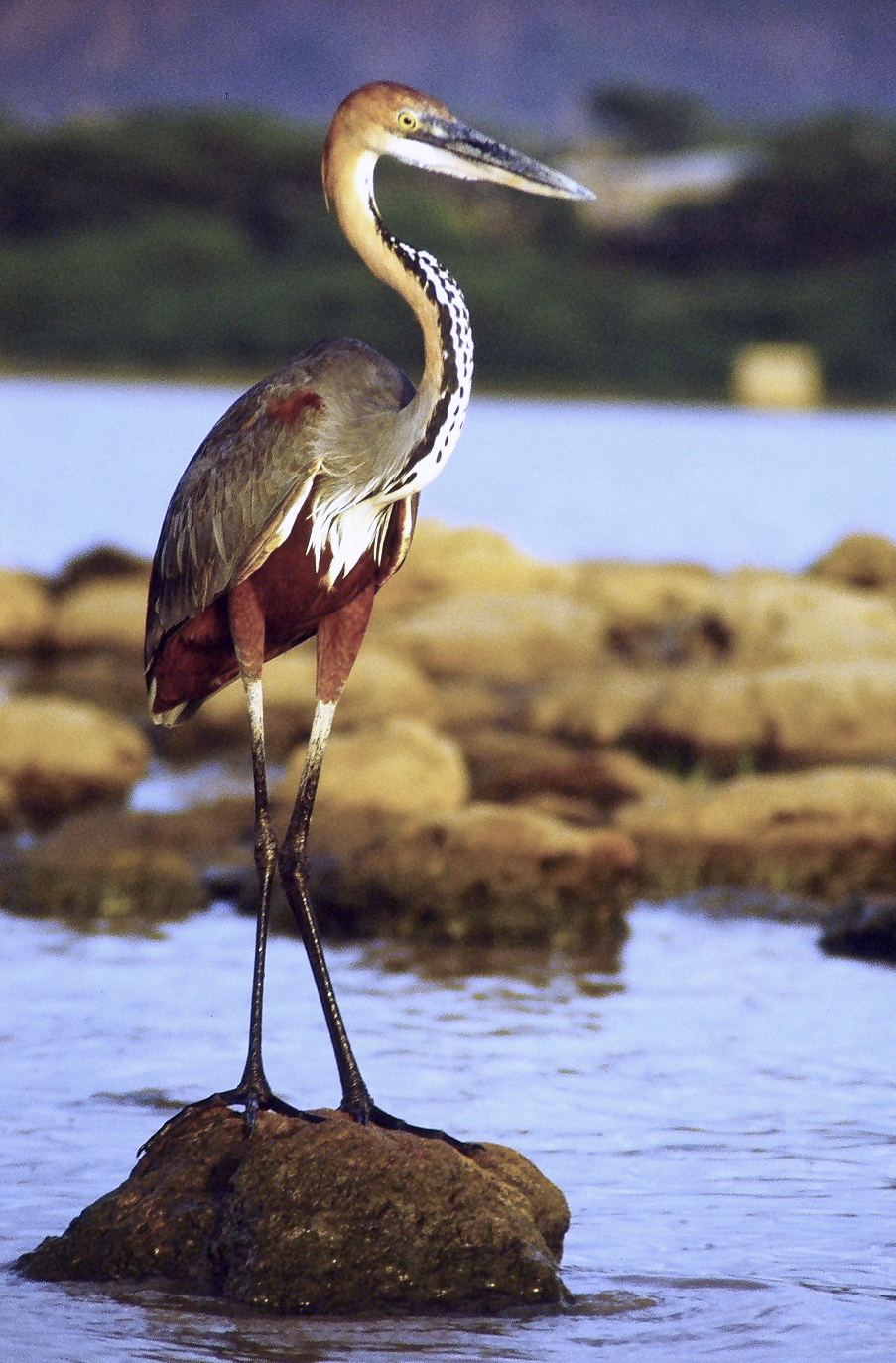
Чапля-велетень (Ardea goliath)

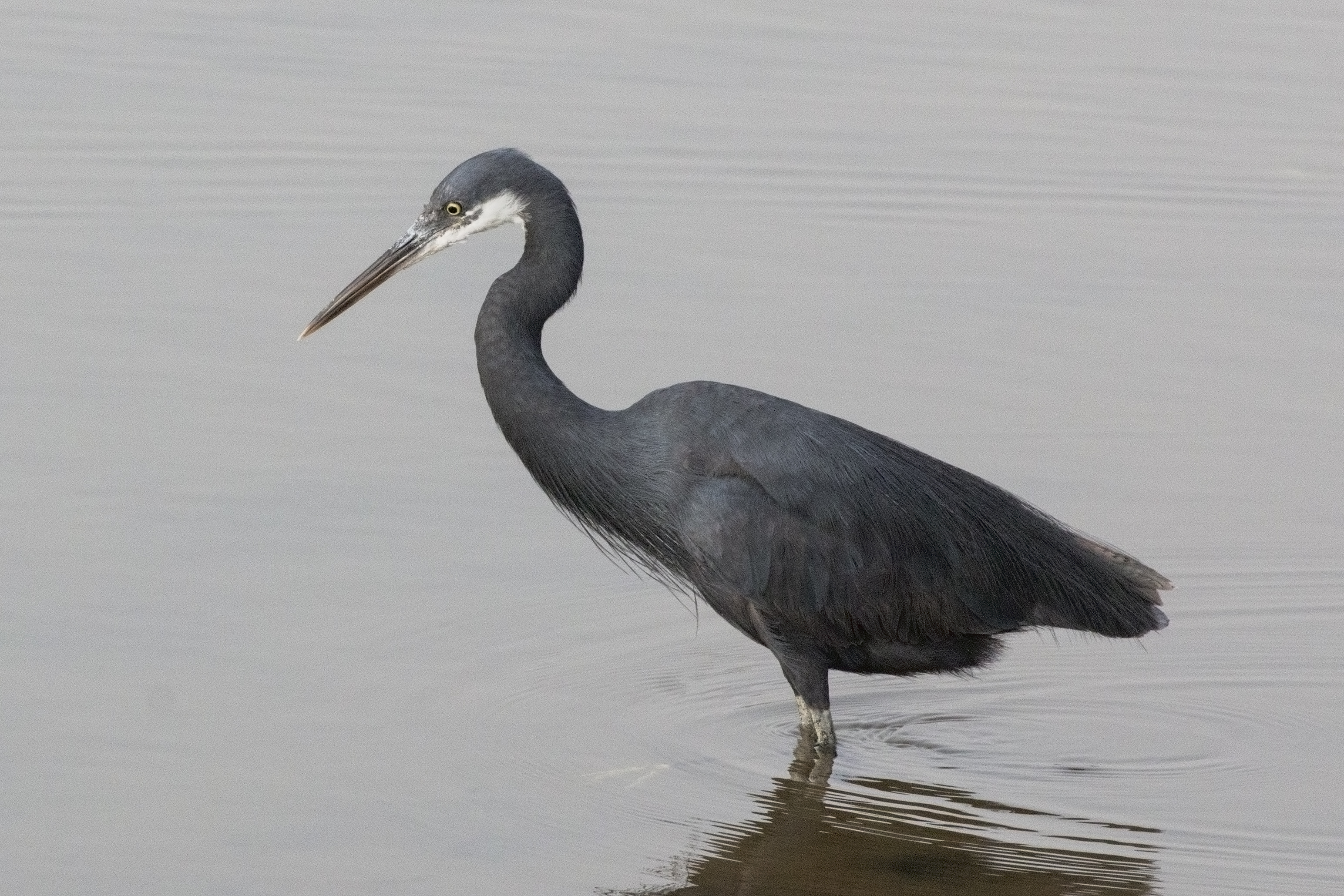
Рифова чапля (Egretta gularis)

- Чапля чорноголова, Ardea melanocephala
- Чапля-велетень, Ardea goliath
- Чапля руда, Ardea purpurea
- Чепура велика, Ardea alba
- Чепура середня, Ardea intermedia
- Чепура чорна, Egretta ardesiaca
- Чапля рифова, Egretta gularis
- Чепура мала, Egretta garzetta
- Чапля жовта, Ardeola ralloides
- Чапля єгипетська, Bubulcus ibis
- Чапля мангрова, Butorides striata
- Квак, Nycticorax nycticorax
- Квак білобокий, Gorsachius leuconotus
- Бушля смугаста, Tigriornis leucolophus
- Бугайчик, Ixobrychus minutus
- Бугайчик африканський, Ixobrychus sturmii
- Бугай, Botaurus stellaris (A)

Родина: Молотоголовові (Scopidae)
- Молотоголов, Scopus umbretta

Родина: Ібісові (Threskiornithidae)

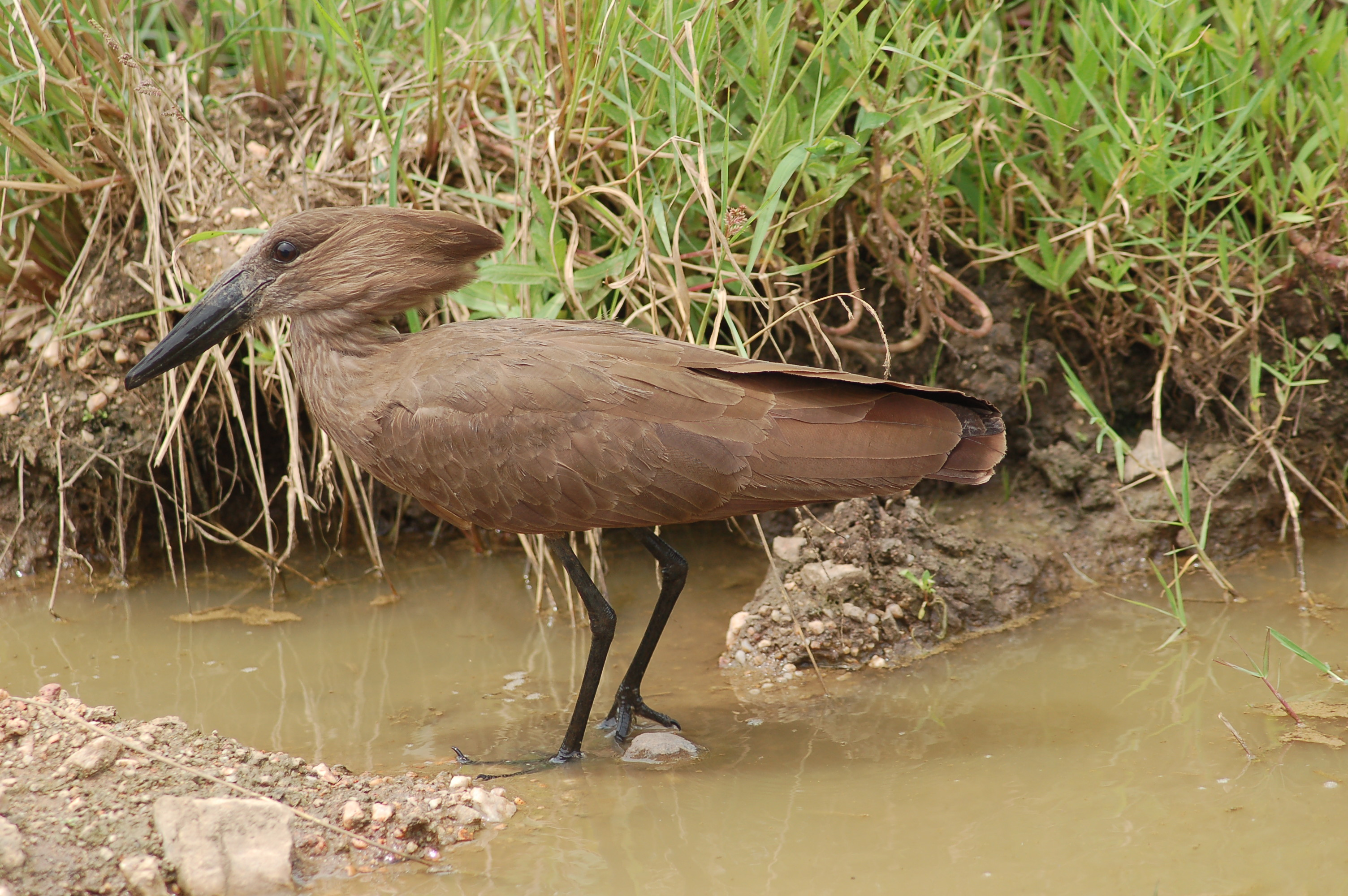
Молотоголов (Scopus umbretta)

- Ібіс священний, Threskiornis aethiopicus
- Гагедаш, Bostrychia hagedash
- Коровайка, Plegadis falcinellus
- Косар, Platalea leucorodia
- Косар африканський, Platalea alba

## Лелекоподібні(Ciconiiformes)
Родина: Лелекові (Ciconiidae)

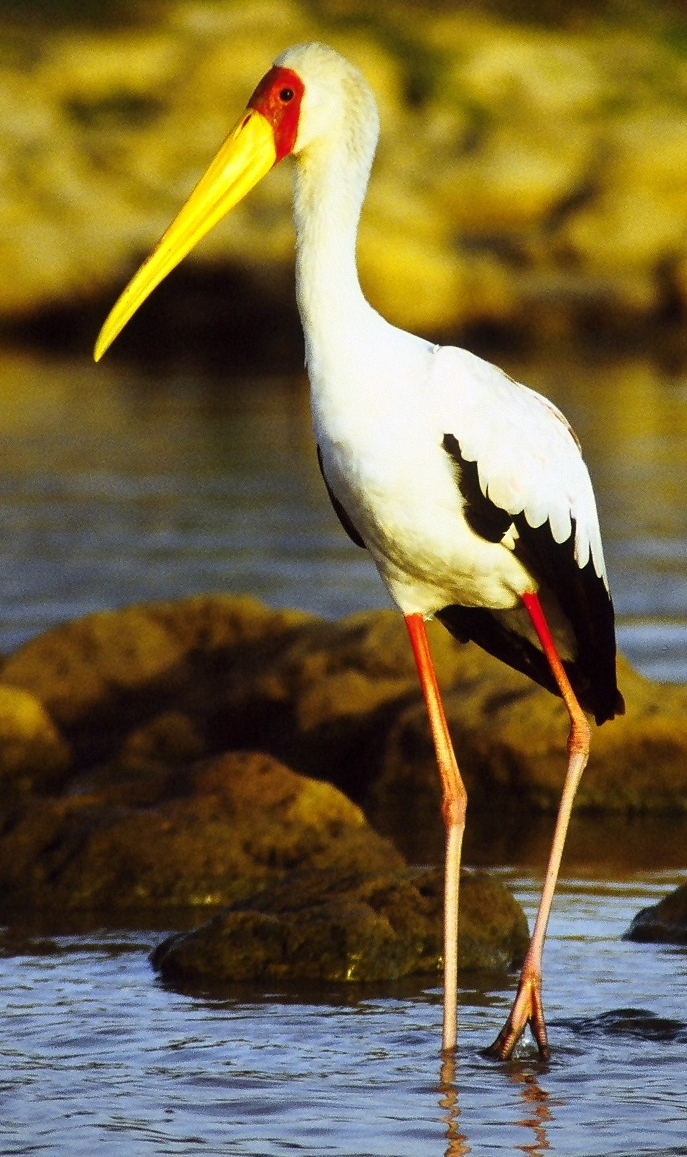
Лелека-тантал африканський (Mycteria ibis)

- Лелека-тантал африканський, Mycteria ibis
- Лелека чорний, Ciconia nigra (A)
- Лелека африканський, Ciconia abdimii (A)
- Лелека тропічний, Ciconia microscelis
- Лелека білий, Ciconia ciconia (A)
- Ябіру сенегальський, Ephippiorhynchus senegalensis
- Марабу африканський, Leptoptilos crumenifer

## Фламінгоподібні(Phoenicopteriformes)
Родина: Фламінгові (Phoenicopteridae)
- Фламінго рожевий, Phoenicopterus roseus
- Фламінго малий, Phoenicopterus minor

## Гусеподібні(Anseriformes)
Родина: Качкові (Anatidae)

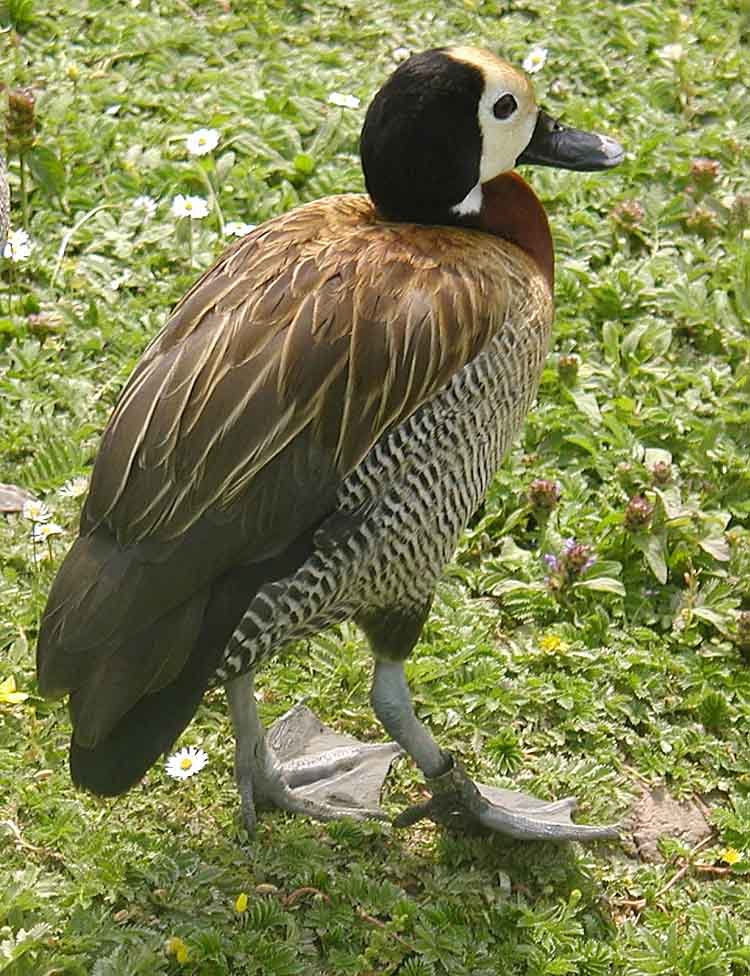
Білоголовий свистач (Dendrocygna viduata)

- Свистач рудий, Dendrocygna bicolor
- Свистач білоголовий, Dendrocygna viduata
- Каргарка нільська, Alopochen aegyptiacus
- Шпорокрил, Plectropterus gambensis
- Качка шишкодзьоба, Sarkidiornis melanotos
- Чирянка-крихітка африканська, Nettapus auritus
- Чирянка мала, Anas crecca
- Шилохвіст північний, Anas acuta
- Чирянка велика, Spatula querquedula
- Широконіска північна, Spatula clypeata
- Попелюх звичайний, Aythya ferina
- Чернь білоока, Aythya nyroca (A)
- Чернь чубата, Aythya fuligula (A)

## Яструбоподібні(Accipitriformes)
Родина: Скопові (Pandionidae)
- Скопа, Pandion haliaetus

Родина: Яструбові (Accipitridae)

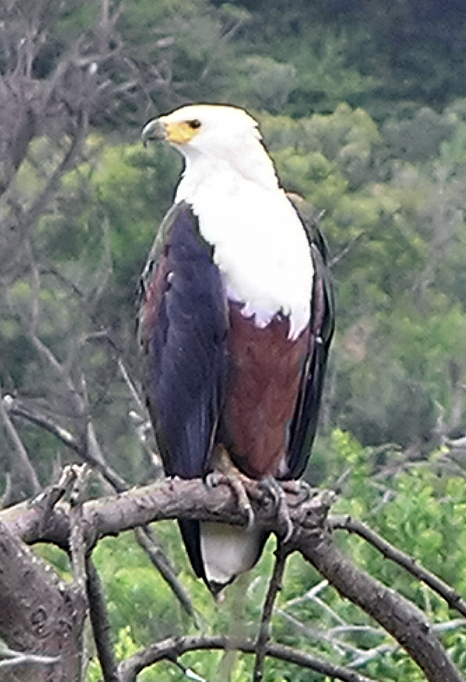
Орлан-крикун (Haliaeetus vocifer)

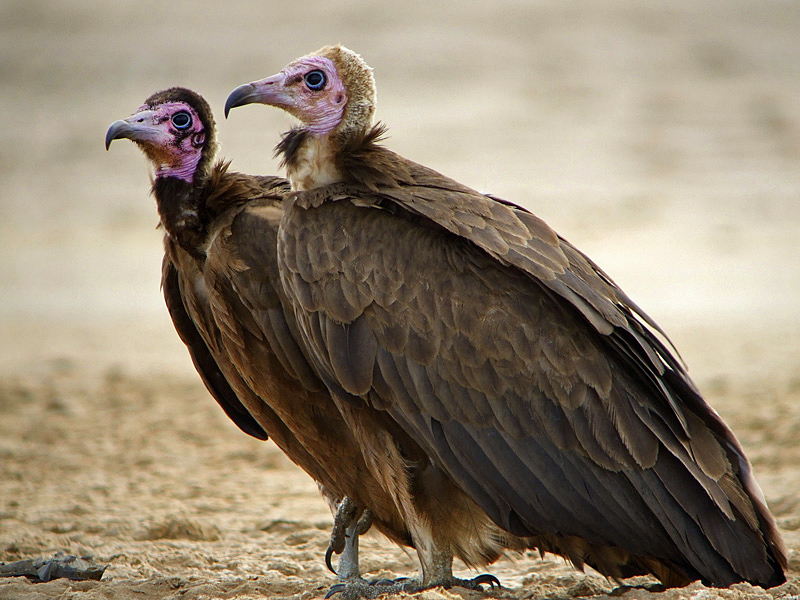
Бурий стерв'ятник (Necrosyrtes monachus)

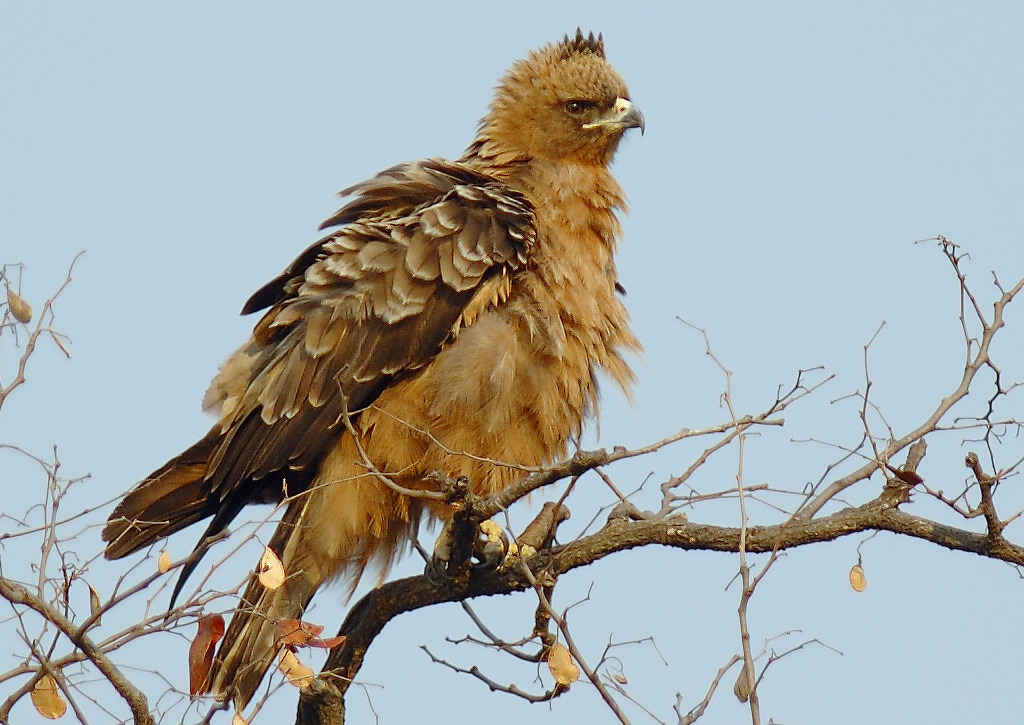
Білоголовий орел (Aquila wahlbergi)

- Шуляк африканський, Aviceda cuculoides
- Осоїд, Pernis apivorus
- Шуліка-широкорот, Macheiramphus alcinus (A)
- Шуліка чорноплечий, Elanus caeruleus
- Шуліка вилохвостий, Chelictinia riocourii
- Шуліка рудий, Milvus milvus (A)
- Шуліка чорний, Milvus migrans
- Орлан-крикун, Haliaeetus vocifer
- Гриф пальмовий, Gypohierax angolensis
- Стерв'ятник бурий, Necrosyrtes monachus
- Стерв'ятник, Neophron percnopterus
- Gyps africanus(інші мови)
- Сип плямистий, Gyps rueppelli
- Сип білоголовий, Gyps fulvus
- Гриф африканський, Torgos tracheliotos
- Гриф білоголовий, Trigonoceps occipitalis
- Гриф чорний, Aegypius monachus (A)
- Змієїд, Circaetus gallicus
- Circaetus beaudouini(інші мови)
- Circaetus cinereus(інші мови)
- Circaetus cinerascens(інші мови)
- Terathopius ecaudatus(інші мови)
- Лунь очеретяний, Circus aeruginosus
- Лунь степовий, Circus macrourus
- Лунь лучний, Circus pygargus
- Polyboroides typus(інші мови)
- Яструб-ящірколов, Kaupifalco monogrammicus
- Яструб-крикун темний, Melierax metabates
- Габар, Micronisus gabar
- Яструб заїрський, Accipiter toussenelii
- Яструб туркестанський, Accipiter badius
- Яструб сенегальський, Accipiter erythropus
- Яструб намібійський, Accipiter ovampensis
- Яструб малий, Accipiter nisus (A)
- Яструб чорний, Accipiter melanoleucus (A)
- Канюк африканський, Butastur rufipennis
- Канюк звичайний, Buteo buteo (A)
- Канюк степовий, Buteo rufinus (A)
- Buteo auguralis(інші мови)
- Buteo augur(інші мови)
- Орел рудий, Aquila rapax
- Орел-карлик яструбиний, Aquila fasciata (A)
- Aquila spilogaster(інші мови)
- Орел-карлик, Hieraaetus pennatus
- Орел білоголовий, Hieraaetus wahlbergi
- Hieraaetus ayresii(інші мови) (A)
- Орел-боєць, Polemaetus bellicosus
- Орел довгочубий, Lophaetus occipitalis
- Орел вінценосний, Stephanoaetus coronatus (A)

Родина: Секретарові (Sagittariidae)
- Птах-секретар, Sagittarius serpentarius (A)

## Соколоподібні(Falconiformes)
Родина: Соколові (Falconidae)
- Боривітер степовий, Falco naumanni
- Боривітер звичайний, Falco tinnunculus
- Боривітер рудий, Falco alopex (A)
- Боривітер сірий, Falco ardosiaceus
- Турумті, Falco chicquera
- Кібчик, Falco vespertinus (A)[4]
- Підсоколик великий, Falco subbuteo
- Підсоколик африканський, Falco cuvierii
- Ланер, Falco biarmicus
- Falco pelegrinoides(інші мови)
- Сапсан, Falco peregrinus

## Куроподібні(Galliformes)
Родина: Фазанові (Phasianidae)
- Перепілка звичайна, Coturnix coturnix (A)
- Турач білогорлий, Campocolinus albogularis
- Турач гамбійський, Pternistis ahantensis
- Турач двошпоровий, Pternistis bicalcaratus

Родина: Токрові (Odontophoridae)
- Куріпка скельна, Ptilopachus petrosus

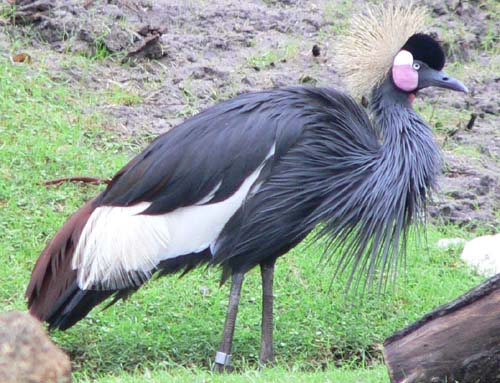
Журавель-вінценос північний (Balearica pavonina)

Родина: Цесаркові (Numididae)
- Цесарка, Numida meleagris

## Журавлеподібні(Gruiformes)
Родина: Журавлеві (Gruidae)
- Журавель-вінценос північний, Balearica pavonina

Родина: Sarothruridae
- Погонич білоплямистий, Sarothrura pulchra

Родина: Пастушкові (Rallidae)
- Деркач африканський, Crex egregia
- Пастушок африканський, Rallus caerulescens (A)
- Багновик африканський, Zapornia flavirostra
- Погонич малий, Zapornia parva (A)[5]
- Погонич-крихітка, Zapornia pusilla
- Султанка зеленоспинна, Porphyrio madagascariensis
- Султанка африканська, Porphyrio alleni (A)
- Курочка водяна, Gallinula chloropus
- Курочка мала, Paragallinula angulata
- Лиска звичайна, Fulica atra (A)

Родина: Лапчастоногові (Heliornithidae)
- Лапчастоніг африканський, Podica senegalensis

## Дрохвоподібні(Otidiformes)
Родина: Дрохвові (Otididae)
- Дрохва аравійська, Ardeotis arabs (A)
- Дрохва кафрська, Neotis denhami (A)
- Корхаан білочеревий, Eupodotis senegalensis (A)
- Дрохва сахелева, Lophotis savilei (A)
- Дрохва чорночерева, Lissotis melanogaster

## Сивкоподібні(Charadriiformes)
Родина: Триперсткові (Turnicidae)
- Триперстка африканська, Turnix sylvaticus
- Триперстка-крихітка, Ortyxelos meiffrenii (A)

Родина: Яканові (Jacanidae)
- Якана африканська, Actophilornis africanus

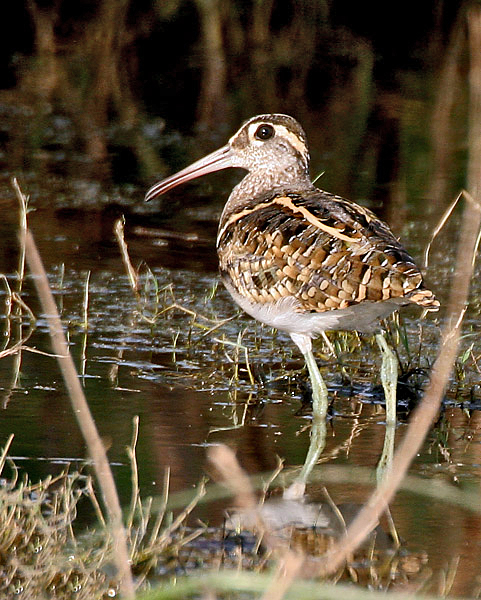
Мальованець афро-азійський (Rostratula benghalensis)

Родина: Мальованцеві (Rostratulidae)
- Мальованець афро-азійський, Rostratula benghalensis

Родина: Куликосорокові (Haematopodidae)
- Кулик-сорока, Haematopus ostralegus

Родина: Чоботарові (Recurvirostridae)
- Кулик-довгоніг чорнокрилий, Himantopus himantopus
- Чоботар, Recurvirostra avosetta

Родина: Лежневі (Burhinidae)
- Лежень річковий, Burhinus senegalensis
- Лежень плямистий, Burhinus capensis

Родина: Pluvianidae
- Бігунець єгипетський, Pluvianus aegyptius

Родина: Дерихвостові (Glareolidae)
- Бігунець пустельний, Cursorius cursor (A)
- Бігунець малий, Cursorius temminckii
- Бігунець червононогий, Rhinoptilus chalcopterus
- Дерихвіст лучний, Glareola pratincola

Родина: Сивкові (Charadriidae)
- Чайка, Vanellus vanellus (A)
- Чайка мала, Vanellus lugubris (A)
- Чайка шпорова, Vanellus spinosus
- Чайка чорночуба, Vanellus tectus
- Чайка вусата, Vanellus albiceps

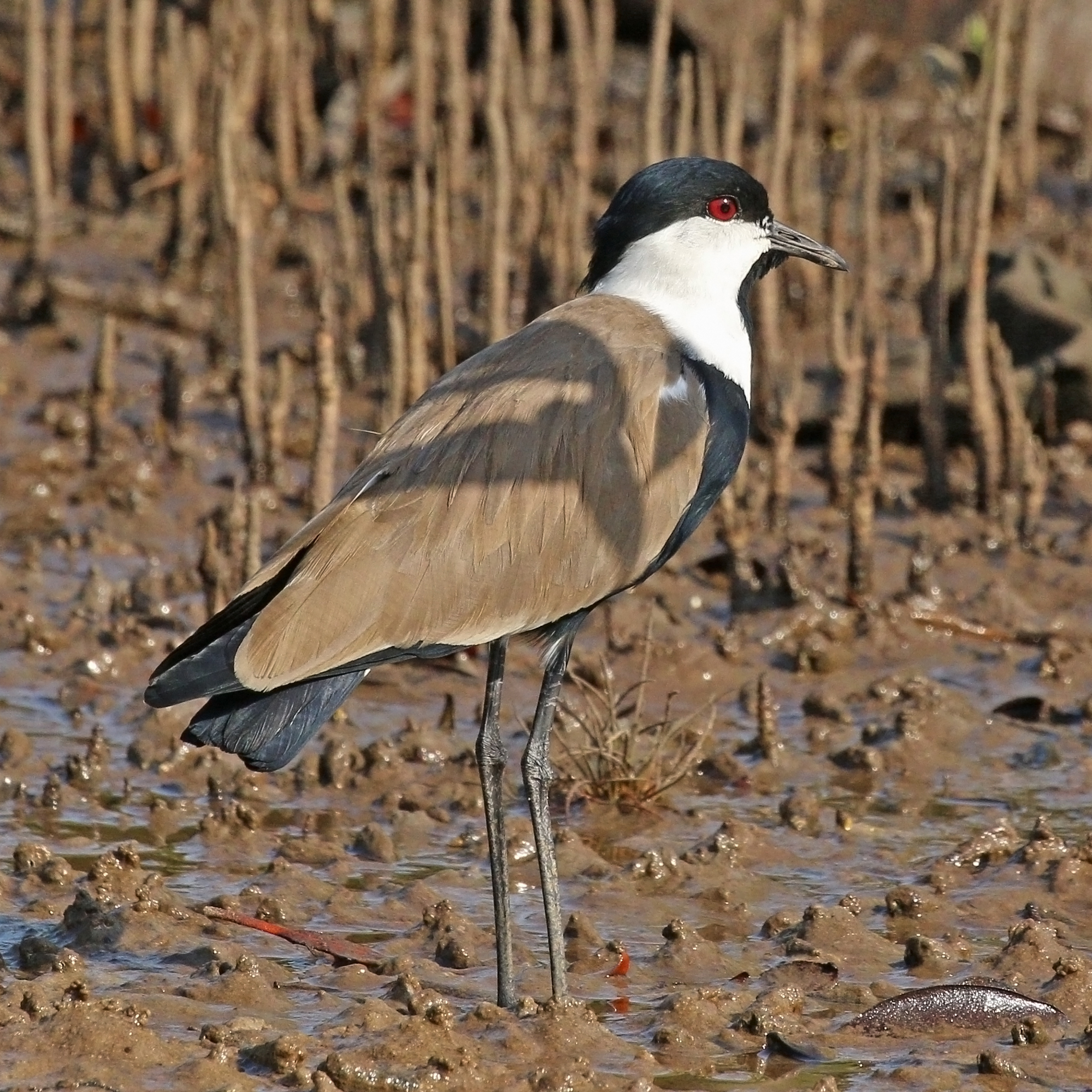
Шпорова чайка (Vanellus spinosus)

- Чайка сенегальська, Vanellus senegallus
- Сивка американська, Pluvialis dominica (A)
- Сивка звичайна, Pluvialis apricaria
- Сивка морська, Pluvialis squatarola
- Пісочник великий, Charadrius hiaticula
- Пісочник малий, Charadrius dubius
- Пісочник-пастух, Charadrius pecuarius
- Пісочник буроголовий, Charadrius forbesi (A)[6]
- Пісочник білолобий, Charadrius marginatus
- Пісочник каспійський, Charadrius asiaticus (A)
- Пісочник морський, Charadrius alexandrinus
- Хрустан, Charadrius morinellus (A)

Родина: Баранцеві (Scolopacidae)

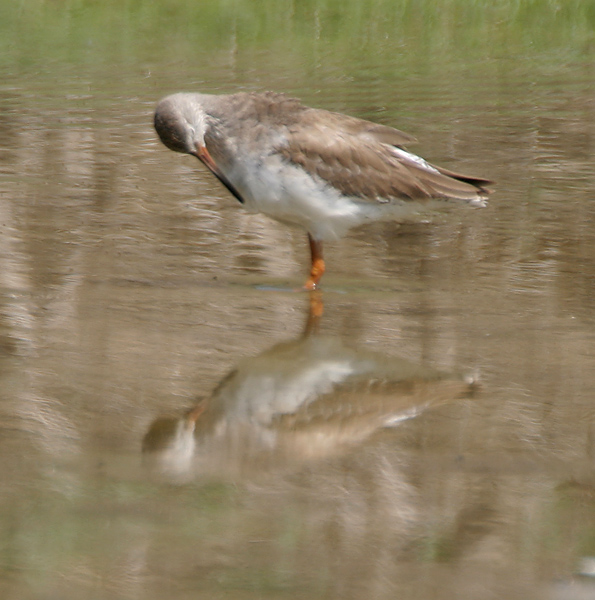
Коловодник звичайний (Tringa totanus)

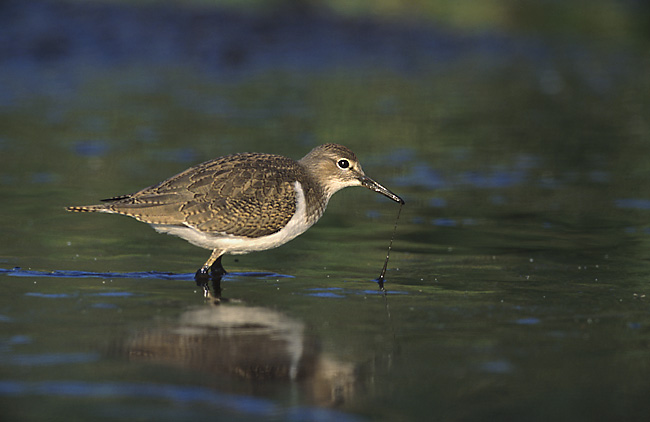
Набережник (Actitis hypoleucos)

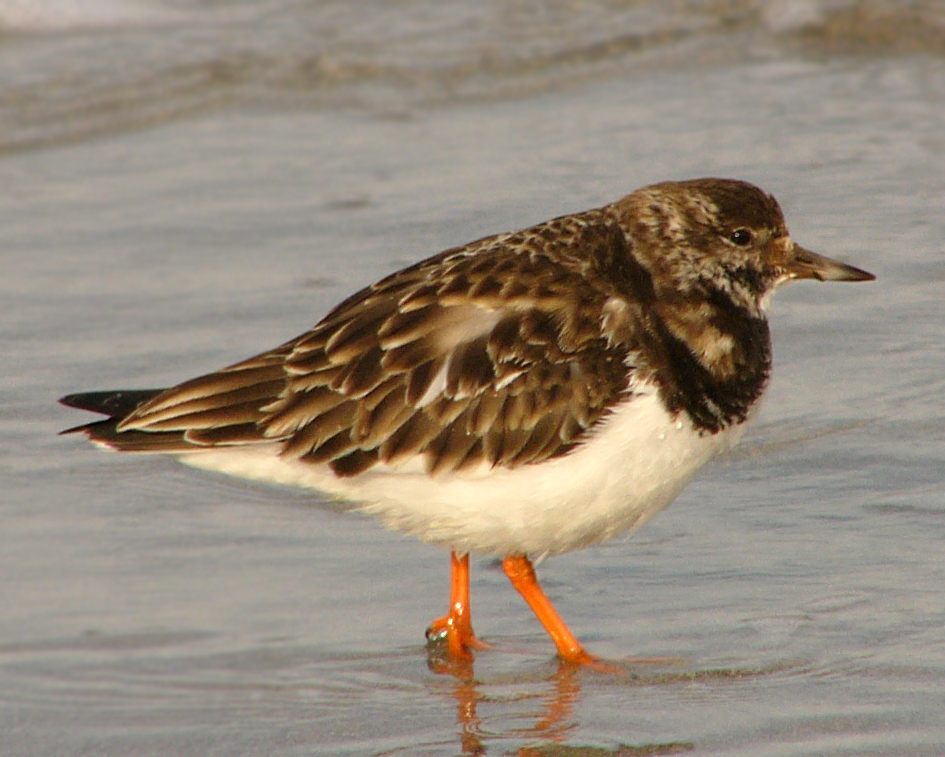
Крем'яшник звичайний (Arenaria interpres)

- Баранець малий, Lymnocryptes minimus
- Баранець великий, Gallinago media
- Баранець звичайний, Gallinago gallinago
- Грицик великий, Limosa limosa
- Грицик малий, Limosa lapponica
- Кульон середній, Numenius phaeopus
- Кульон великий, Numenius arquata
- Tringa erythropus
- Коловодник звичайний, Tringa totanus
- Коловодник ставковий, Tringa stagnatilis
- Коловодник великий, Tringa nebularia
- Коловодник жовтоногий, Tringa flavipes (A)
- Коловодник лісовий, Tringa ochropus
- Коловодник малий, Tringa solitaria (A)[7]
- Коловодник болотяний, Tringa glareola
- Мородунка, Xenus cinereus (A)
- Набережник, Actitis hypoleucos
- Крем'яшник звичайний, Arenaria interpres
- Побережник ісландський, Calidris canutus
- Побережник білий, Calidris alba
- Побережник малий, Calidris minuta
- Побережник білохвостий, Calidris temminckii
- Побережник канадський, Calidris bairdii (A)
- Побережник червоногрудий, Calidris ferruginea
- Побережник чорногрудий, Calidris alpina
- Побережник морський, Calidris maritima
- Брижач, Calidris pugnax
- Плавунець круглодзьобий, Phalaropus lobatus
- Плавунець плоскодзьобий, Phalaropus fulicarius

Родина: Поморникові (Stercorariidae)
- Поморник середній, Stercorarius pomarinus
- Поморник короткохвостий, Stercorarius parasiticus

Родина: Мартинові (Laridae)

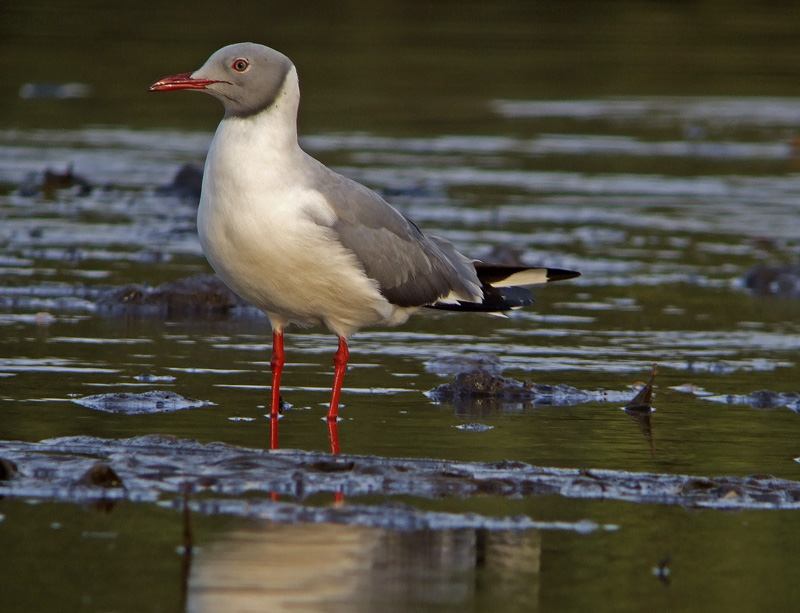
Сіроголовий мартин (Chroicocephalus cirrocephalus)

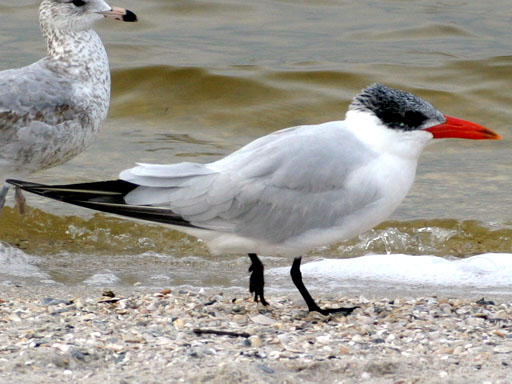
Каспійський крячок (Hydroprogne caspia)

- Мартин сіроногий, Ichthyaetus audouinii
- Мартин середземноморський, Ichthyaetus melanocephalus (A)
- Мартин сизий, Larus canus (A)
- Мартин домініканський, Larus dominicanus
- Мартин чорнокрилий, Larus fuscus
- Larus michahellis
- Мартин сіроголовий, Chroicocephalus cirrocephalus
- Мартин звичайний, Chroicocephalus ridibundus
- Мартин тонкодзьобий, Chroicocephalus genei
- Leucophaeus atricilla (A)
- Мартин ставковий, Leucophaeus pipixcan (A)
- Мартин малий, Hydrocoloeus minutus (A)
- Мартин трипалий, Rissa tridactyla (A)
- Крячок чорнодзьобий, Gelochelidon nilotica
- Крячок каспійський, Hydroprogne caspia
- Крячок бенгальський, Thalasseus bengalensis
- Крячок рябодзьобий, Thalasseus sandvicensis
- Thalasseus maximus
- Крячок рожевий, Sterna dougallii (A)
- Крячок річковий, Sterna hirundo
- Крячок полярний, Sterna paradisaea
- Крячок малий, Sternula albifrons
- Крячок білощокий, Chlidonias hybrida
- Крячок білокрилий, Chlidonias leucopterus
- Крячок чорний, Chlidonias niger
- Крячок бурокрилий, Onychoprion anaethetus (A)[8]
- Крячок атоловий, Anous minutus (A)
- Крячок бурий, Anous stolidus (A)
- Водоріз африканський, Rynchops flavirostris

## Рябкоподібні(Pterocliformes)
Родина: Рябкові (Pteroclidae)
- Рябок пустельний, Pterocles exustus (A)
- Рябок суданський, Pterocles quadricinctus

## Голубоподібні(Columbiformes)
Родина: Голубові (Columbidae)
- Голуб сизий, Columba livia
- Голуб цяткований, Columba guinea

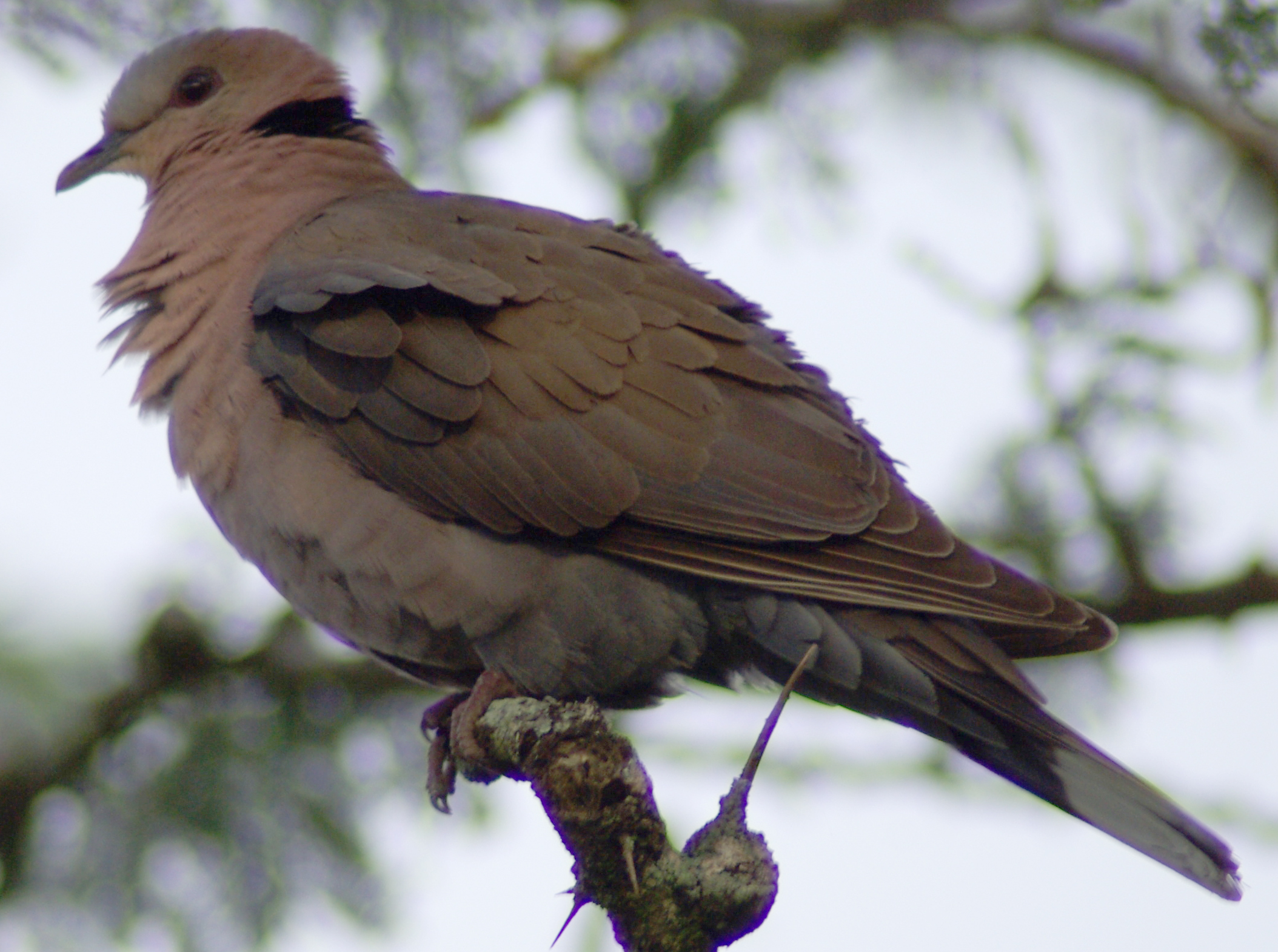
(Streptopelia semitorquata)

- Горлиця звичайна, Streptopelia turtur
- Streptopelia hypopyrrha(інші мови)
- Streptopelia roseogrisea(інші мови)
- Streptopelia decipiens(інші мови)
- Streptopelia semitorquata(інші мови)
- Streptopelia vinacea(інші мови)
- Горлиця мала, Streptopelia senegalensis
- Горлиця абісинська, Turtur abyssinicus
- Горлиця рожевочерева, Turtur afer
- Горлиця капська, Oena capensis
- Вінаго жовточеревий, Treron waalia
- Вінаго африканський, Treron calvus

## Папугоподібні(Psittaciformes)
Родина: Psittaculidae
- Папуга Крамера, Psittacula krameri

Родина: Папугові (Psittacidae)
- Poicephalus robustus

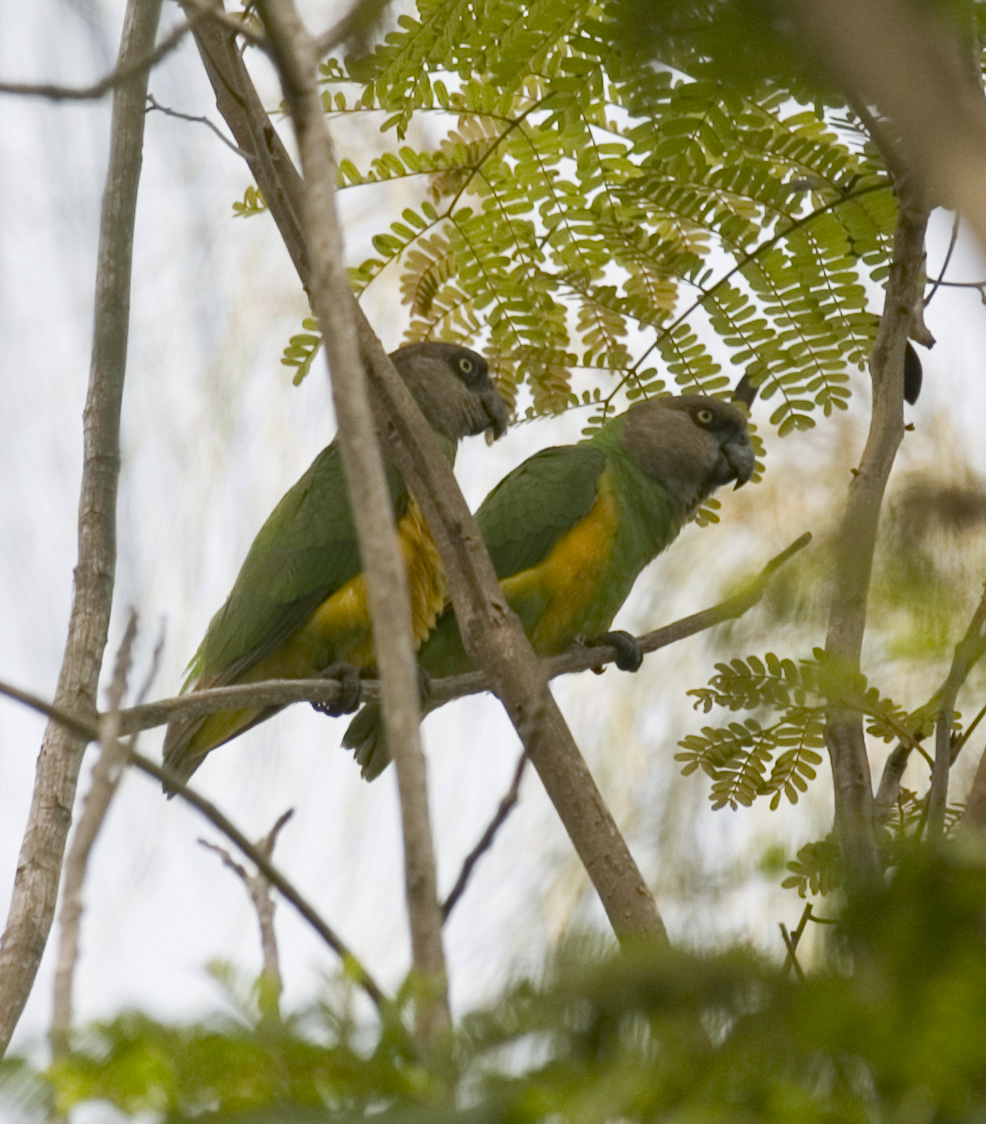
Папуга-довгокрил сенегальський (Poicephalus senegalus)

- Папуга-довгокрил сенегальський, Poicephalus senegalus

## Туракоподібні(Musophagiformes)
Родина: Туракові (Musophagidae)
- Турако зеленочубий, Tauraco persa
- Турако фіолетовий, Musophaga violacea
- Галасник сенегальський, Crinifer piscator

## Зозулеподібні(Cuculiformes)
Родина: Зозулеві (Cuculidae)

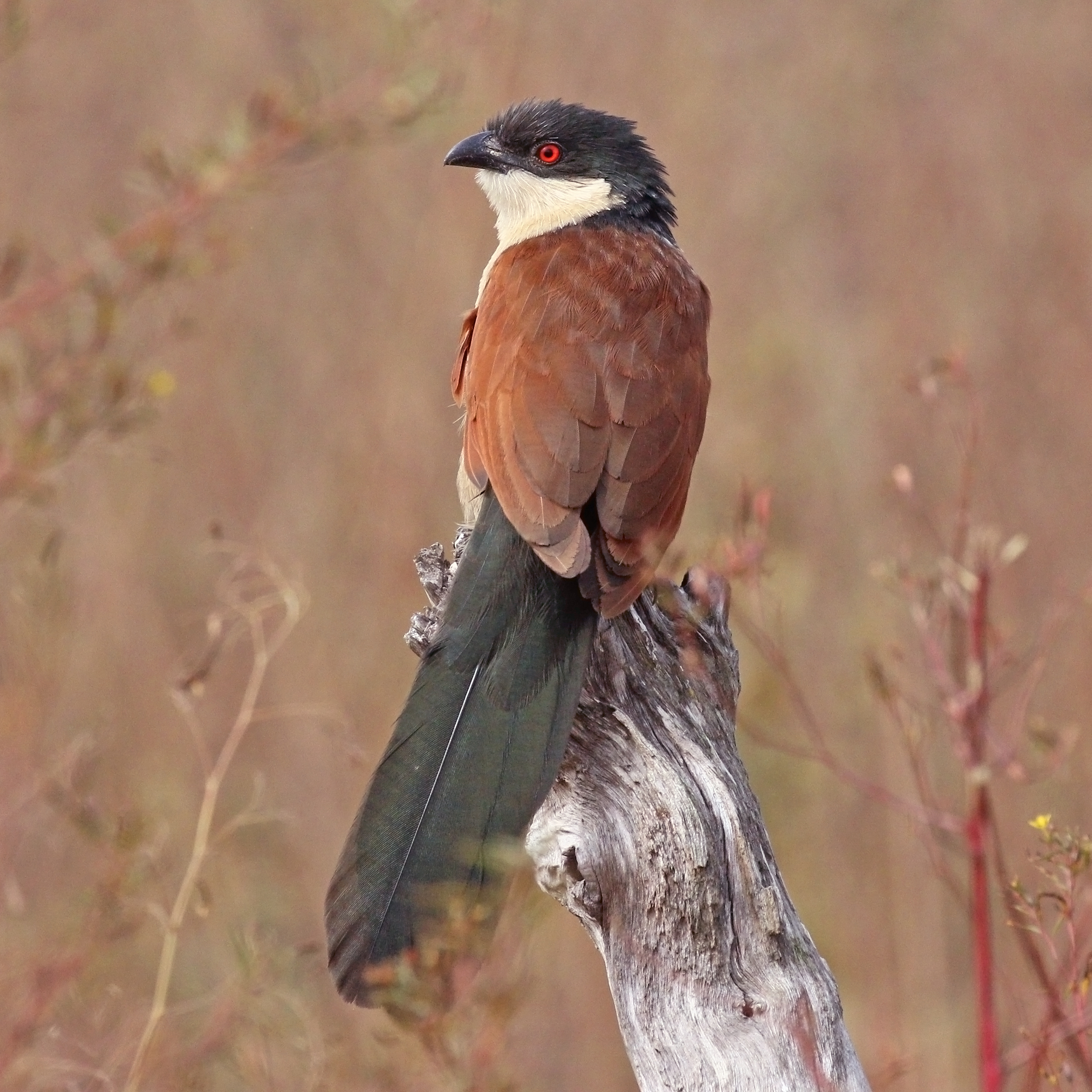
Коукал сенегальський (Centropus senegalensis)

- Зозуля строката, Clamator jacobinus
- Зозуля каштановокрила, Clamator levaillantii
- Зозуля чубата, Clamator glandarius
- Зозуля червоновола, Cuculus solitarius
- Зозуля чорна, Cuculus clamosus (A)
- Зозуля звичайна, Cuculus canorus
- Зозуля саванова, Cuculus gularis
- Дідрик білочеревий, Chrysococcyx klaas
- Дідрик жовтогрудий, Chrysococcyx cupreus (A)
- Дідрик білощокий, Chrysococcyx caprius
- Малкога жовтодзьоба, Ceuthmochares aereus
- Коукал африканський, Centropus grillii
- Коукал сенегальський, Centropus senegalensis

## Совоподібні(Strigiformes)
Родина: Сипухові (Tytonidae)
- Сипуха, Tyto alba

Родина: Совові (Strigidae)

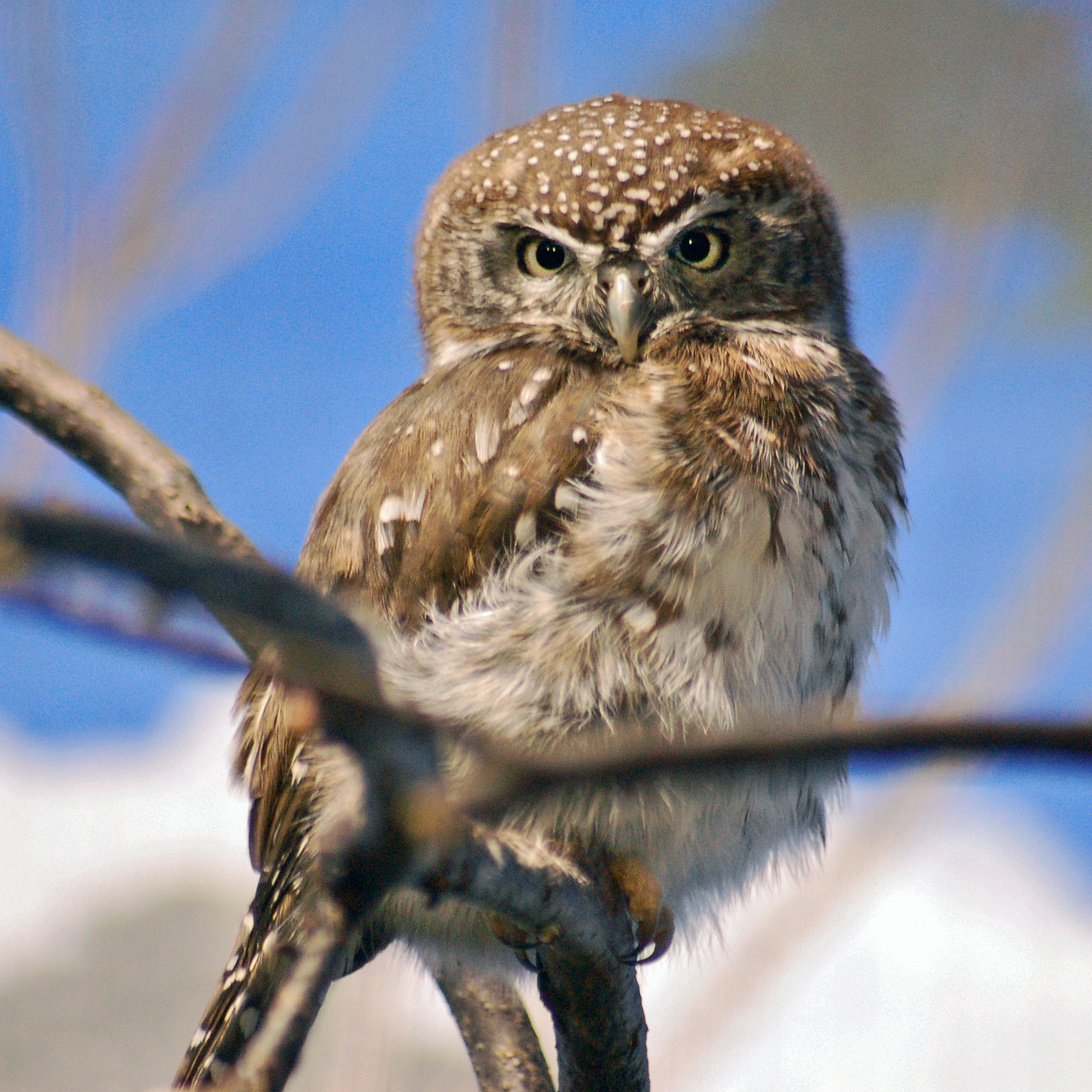
Сичик-горобець савановий (Glaucidium perlatum)

- Сплюшка африканська, Otus senegalensis
- Сплюшка євразійська, Otus scops
- Сплюшка сіра, Ptilopsis leucotis
- Пугач сірий, Bubo cinerascens
- Пугач блідий, Bubo lacteus
- Сова-рибоїд смугаста, Scotopelia peli
- Сова-лісовик африканська, Strix woodfordii
- Сичик-горобець савановий, Glaucidium perlatum
- Сова африканська, Asio capensis

## Дрімлюгоподібні(Caprimulgiformes)
Родина: Дрімлюгові (Caprimulgidae)

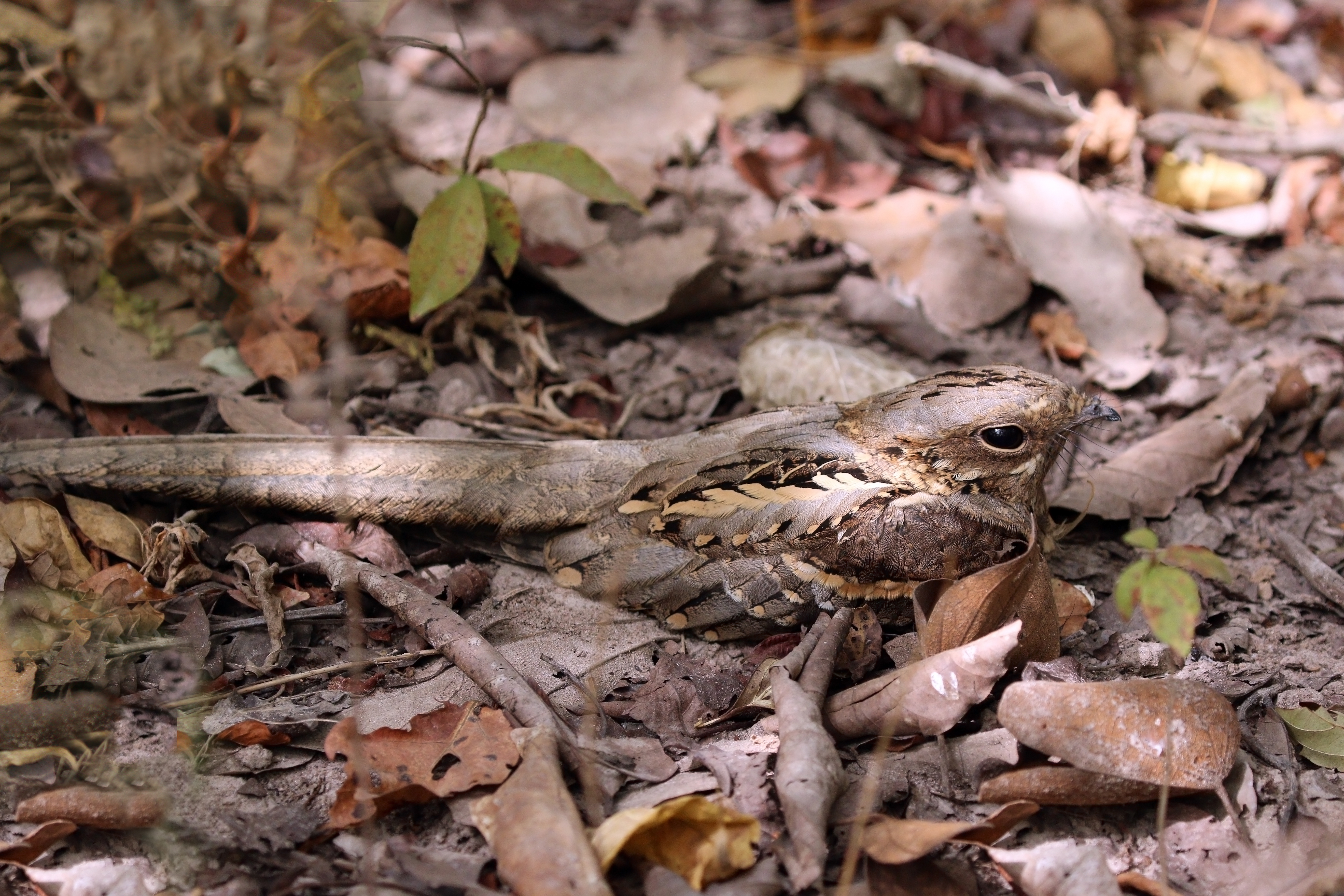
Польовий дрімлюга (Caprimulgus climacurus)

- Дрімлюга іспанський, Caprimulgus ruficollis
- Дрімлюга звичайний, Caprimulgus europaeus
- Дрімлюга болотяний, Caprimulgus natalensis (A)
- Дрімлюга блідий, Caprimulgus inornatus
- Дрімлюга польовий, Caprimulgus climacurus
- Дрімлюга-прапорокрил ангольський, Caprimulgus vexillarius (A)
- Дрімлюга-прапорокрил камерунський, Caprimulgus longipennis

## Серпокрильцеподібні(Apodiformes)
Родина: Серпокрильцеві (Apodidae)

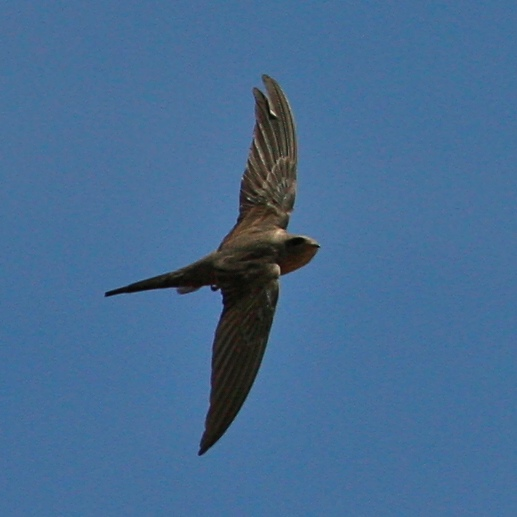
Пальмовий серпокрилець (Cypsiurus parvus)

- Голкохвіст плямистоволий, Telacanthura ussheri
- Серпокрилець пальмовий, Cypsiurus parvus
- Серпокрилець білочеревий, Apus melba
- Серпокрилець чорний, Apus apus
- Серпокрилець блідий, Apus pallidus
- Серпокрилець малий, Apus affinis
- Серпокрилець білогузий, Apus caffer

## Чепігоподібні(Coliiformes)
Родина: Чепігові (Coliidae)
- Паяро синьошиїй, Urocolius macrourus

## Сиворакшоподібні(Coraciiformes)
Родина: Рибалочкові (Alcedinidae)

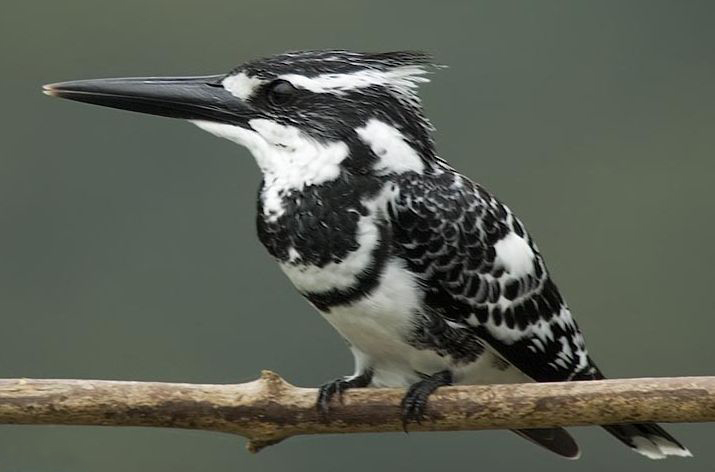
Строкатий рибалока (Ceryle rudis)

- Рибалочка бірюзовий, Alcedo quadribrachys
- Рибалочка діадемовий, Corythornis cristatus
- Рибалочка-крихітка синьоголовий, Ispidina picta
- Альціон сіроголовий, Halcyon leucocephala
- Альціон сенегальський, Halcyon senegalensis
- Альціон блакитний, Halcyon malimbica
- Альціон малий, Halcyon chelicuti
- Рибалочка-чубань африканський, Megaceryle maxima
- Рибалочка строкатий, Ceryle rudis

Родина: Бджолоїдкові (Meropidae)

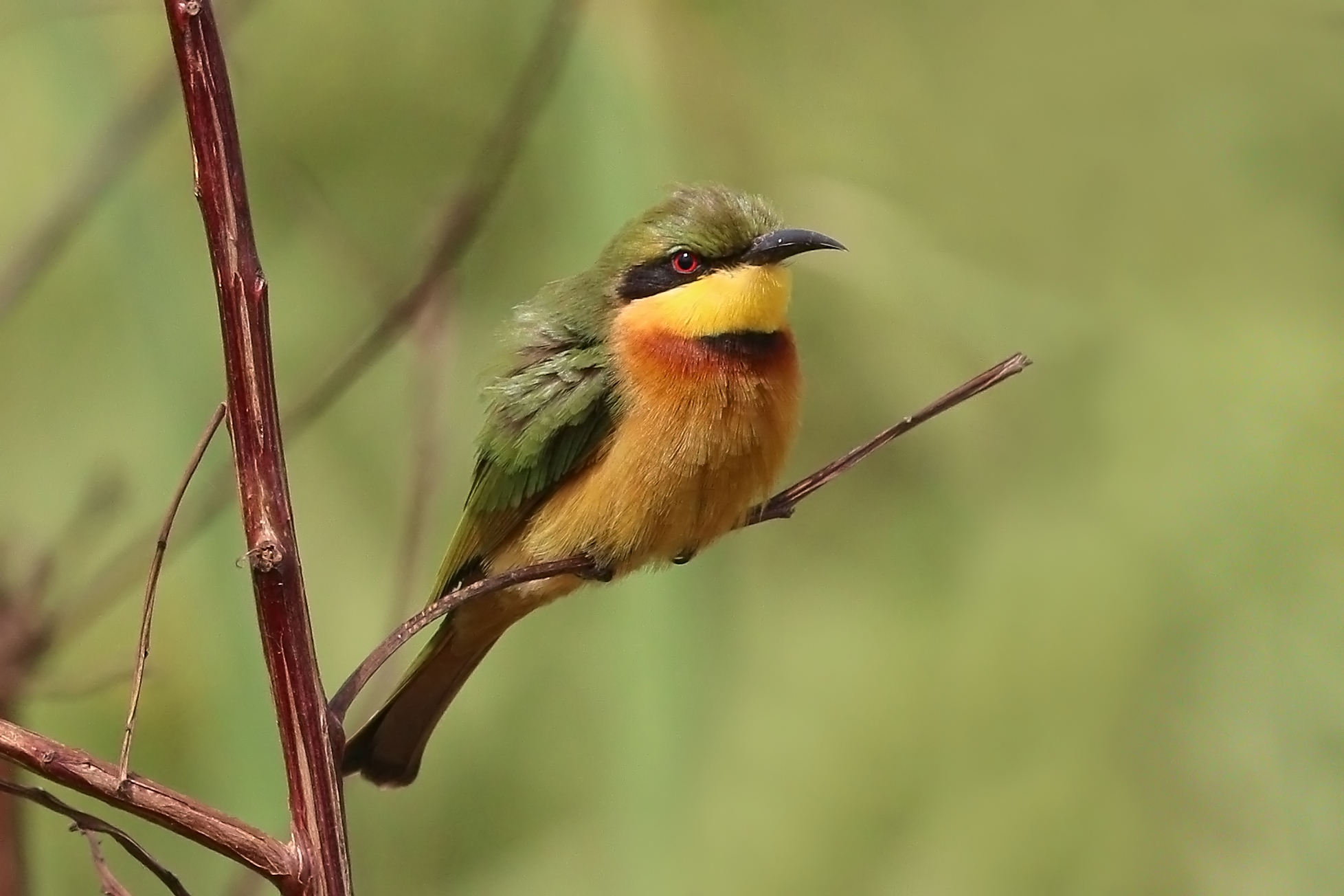
Карликова бджолоїдка (Merops pusillus)

- Бджолоїдка червоногорла, Merops bulocki
- Бджолоїдка карликова, Merops pusillus
- Бджолоїдка вилохвоста, Merops hirundineus
- Бджолоїдка білогорла, Merops albicollis
- Merops viridissimus(інші мови)
- Бджолоїдка зелена, Merops persicus
- Бджолоїдка звичайна, Merops apiaster
- Бджолоїдка малинова, Merops nubicus

Родина: Сиворакшові (Coraciidae)
- Сиворакша, Coracias garrulus

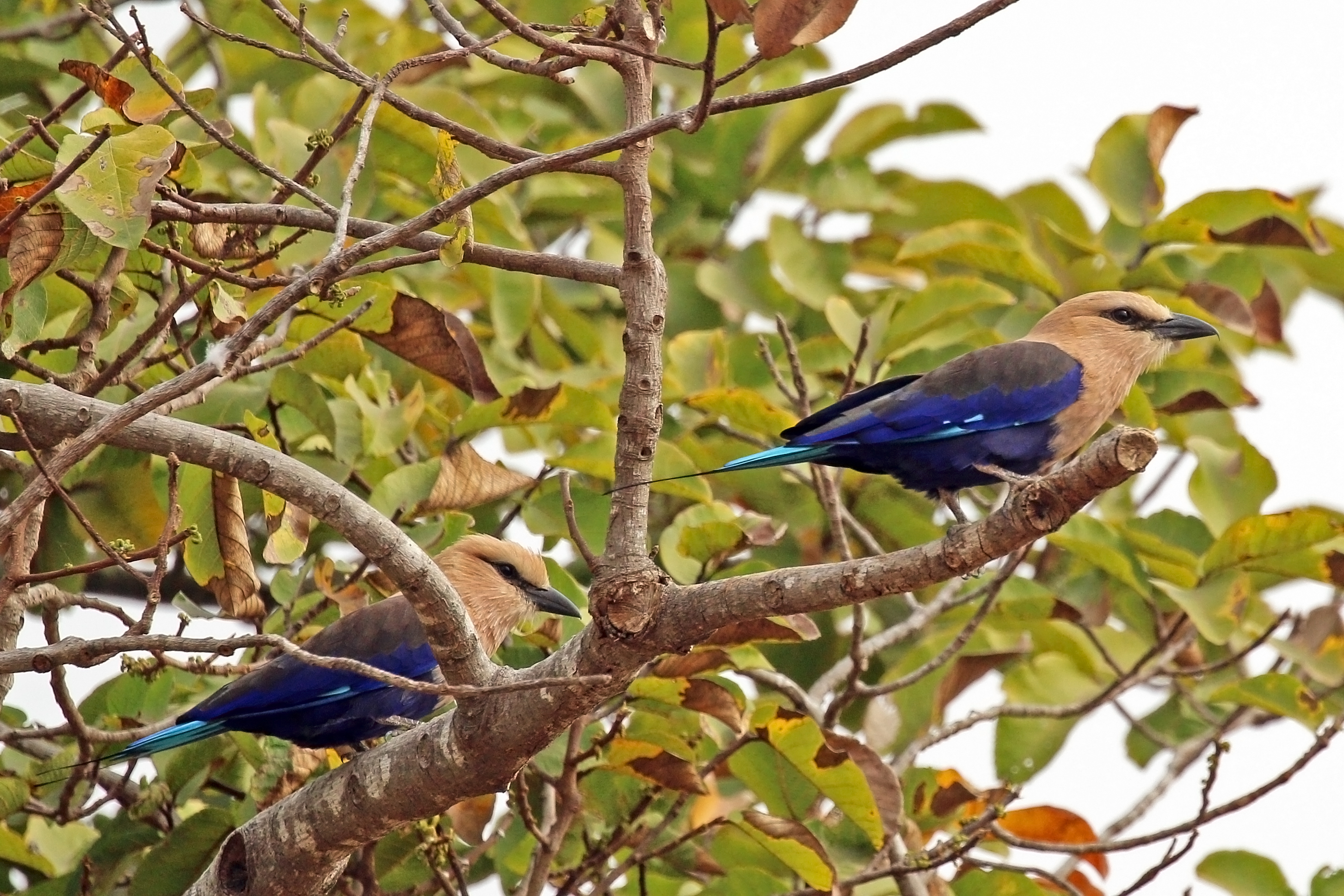
Світлоголова сиворакша (Coracias cyanogaster)

- Сиворакша абісинська, Coracias abyssinica
- Сиворакша білоброва, Coracias naevia
- Сиворакша світлоголова, Coracias cyanogaster
- Широкорот африканський, Eurystomus glaucurus

## Bucerotiformes
Родина: Одудові (Upupidae)
- Одуд, Upupa epops

Родина: Слотнякові (Phoeniculidae)
- Слотняк пурпуровий, Phoeniculus purpureus
- Ірисор чорний, Rhinopomastus aterrimus

Родина: Птахи-носороги (Bucerotidae)
- Токо західний, Tockus kempi
- Токо синьогорлий, Lophoceros fasciatus
- Токо плямистодзьобий, Lophoceros nasutus

Родина: Кромкачні (Bucorvinae)
- Кромкач абісинський, Bucorvus abyssinicus

## Дятлоподібні(Piciformes)
Родина: Лібійні (Lybiidae)
- Барбіон золотогузий, Pogoniulus bilineatus
- Барбіон жовтолобий, Pogoniulus chrysoconus
- Лібія світлокрила, Lybius vieilloti
- Лібія жовтоока, Lybius dubius

Родина: Воскоїдові (Indicatoridae)
- Воскоїд строкатоволий, Indicator maculatus
- Воскоїд великий, Indicator indicator
- Воскоїд малий, Indicator minor

Родина: Дятлові (Picidae)
- Крутиголовка, Jynx torquilla

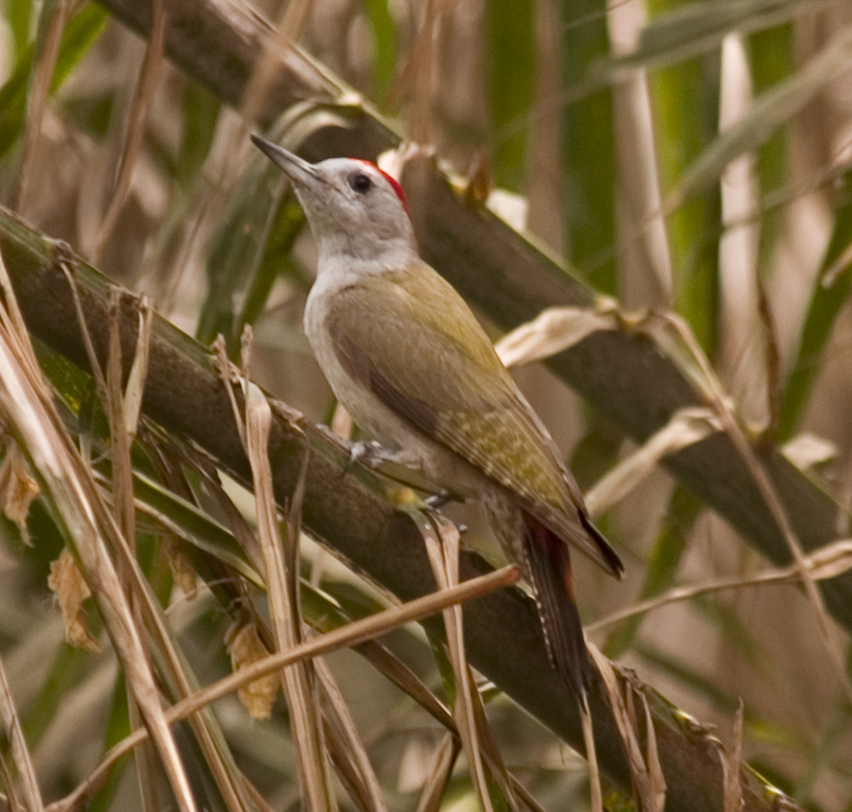
Сірошиїй дятел (Dendropicos goertae)

- Дятлик жовтогрудий, Campethera punctuligera
- Дятлик золотохвостий, Campethera abingoni
- Дятлик термітовий, Pardipicus nivosus
- Дятел сірий, Dendropicos elachus (A)
- Дятел сірощокий, Dendropicos fuscescens
- Дятел сірошиїй, Dendropicos goertae
- Дятел бурокрилий, Dendropicos obsoletus

## Горобцеподібні(Passeriformes)
Родина: Жайворонкові (Alaudidae)
- Фірлюк чагарниковий, Mirafra cantillans
- Фірлюк коричневий, Mirafra rufocinnamomea
- Фірлюк рудогузий, Pinarocorys erythropygia (A)
- Жайворонок малий, Calandrella brachydactyla (A)
- Жервінчик білощокий, Eremopterix leucotis
- Посмітюха звичайна, Galerida cristata
- Посмітюха іржаста, Galerida modesta
- Жайворонок близькосхідний, Eremophila bilopha (A)[9]

Родина: Nicatoridae
- Нікатор західний, Nicator chloris (A)

Родина: Ластівкові (Hirundinidae)
- Ластівка берегова, Riparia riparia
- Ластівка мала, Riparia paludicola
- Riparia cincta (A)
- Ластівка скельна, Ptyonoprogne rupestris
- Ластівка сірогуза, Hirundo griseopyga (A)
- Ластівка сільська, Hirundo rustica
- Ластівка червоновола, Hirundo lucida
- Ластівка ефіопська, Hirundo aethiopica
- Ластівка ниткохвоста, Hirundo smithii
- Ластівка білокрила, Hirundo leucosoma
- Ластівка абісинська, Cecropis abyssinica (A)
- Ластівка рудочерева, Cecropis semirufa
- Ластівка сенегальська, Cecropis senegalensis
- Ластівка даурська, Cecropis daurica
- Ластівка міська, Delichon urbicum
- Жалібничка вилохвоста, Psalidoprocne obscura

Родина: Плискові (Motacillidae)
- Плиска біла, Motacilla alba
- Плиска строката, Motacilla aguimp (A)
- Плиска жовта, Motacilla flava
- Пікулик жовтогорлий, Macronyx croceus
- Щеврик-велет, Anthus leucophrys
- Щеврик польовий, Anthus campestris
- Щеврик лісовий, Anthus trivialis
- Щеврик червоногрудий, Anthus cervinus

Родина: Личинкоїдові (Campephagidae)
- Шикачик білочеревий, Ceblepyris pectoralis
- Личинкоїд червоноплечий, Campephaga phoenicea

Родина: Бюльбюлеві (Pycnonotidae)
- Бюльбюль темноголовий, Pycnonotus barbatus
- Бюльбюль малий, Eurillas virens
- Бюльбюль-білохвіст конголезький, Baeopogon clamans
- Жовточеревець сенегальський, Atimastillas flavicollis
- Бюльбюль болотяний, Thescelocichla leucopleura (A)
- Торо сивоголовий, Phyllastrephus scandens
- Торо білогорлий, Phyllastrephus albigularis
- Бюльбюль-довгодзьоб сіроголовий, Bleda canicapillus
- Бюльбюль-бородань рудохвостий, Criniger calurus

Родина: Дроздові (Turdidae)
- Дрізд африканський, Turdus pelios

Родина: Тамікові (Cisticolidae)
- Таміка рудощока, Cisticola erythrops
- Таміка співоча, Cisticola cantans
- Таміка товстодзьоба, Cisticola lateralis
- Таміка гвінейська, Cisticola guinea
- Таміка західна, Cisticola marginatus
- Таміка строката, Cisticola natalensis
- Таміка саванова, Cisticola brachypterus
- Таміка іржаста, Cisticola rufus
- Таміка віялохвоста, Cisticola juncidis
- Таміка пустельна, Cisticola aridulus
- Таміка рудошия, Cisticola eximius
- Принія африканська, Prinia subflava
- Принія річкова, Prinia fluviatilis (A)[10]
- Принія рудокрила, Prinia erythroptera
- Нікорник жовтоволий, Apalis flavida
- Вільговець чорноголовий, Hypergerus atriceps
- Цвіркач сіробокий, Camaroptera brevicaudata
- Цвіркач оливковий, Camaroptera chloronota (A)
- Жовтобрюшка сенегальська, Eremomela pusilla

Родина: Macrosphenidae
- Очеретянка вусата, Melocichla mentalis (A)
- Кромбек західний, Sylvietta virens
- Кромбек жовтогрудий, Sylvietta denti (A)
- Кромбек північний, Sylvietta brachyura
- Покривець, Hylia prasina

Родина: Кобилочкові (Locustellidae)
- Кобилочка-цвіркун, Locustella naevia (A)

Родина: Очеретянкові (Acrocephalidae)

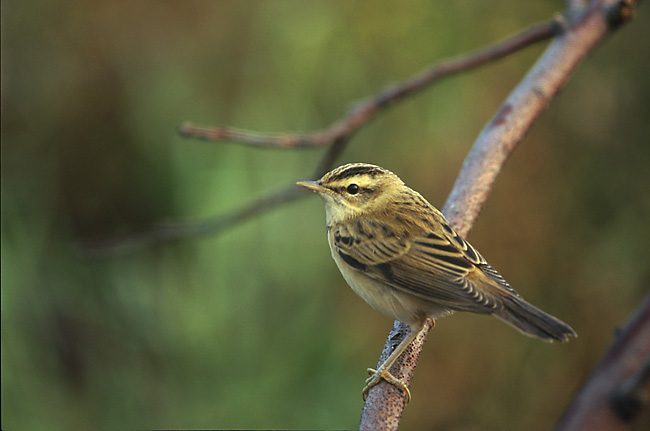
Лучна очеретянка (Acrocephalus schoenobaenus)

- Очеретянка лучна, Acrocephalus schoenobaenus
- Очеретянка ставкова, Acrocephalus scirpaceus
- Очеретянка африканська, Acrocephalus baeticatus
- Очеретянка велика, Acrocephalus arundinaceus (A)
- Очеретянка бура, Acrocephalus rufescens
- Берестянка бліда, Iduna pallida
- Берестянка багатоголоса, Hippolais polyglotta
- Берестянка звичайна, Hippolais icterina (A)[11]

Родина: Вівчарикові (Phylloscopidae)
- Вівчарик весняний, Phylloscopus trochilus
- Вівчарик-ковалик, Phylloscopus collybita
- Вівчарик світлочеревий, Phylloscopus bonelli
- Вівчарик жовтобровий, Phylloscopus sibilatrix (A)
- Вівчарик лісовий, Phylloscopus inornatus (A)[12]

Родина: Hyliotidae
- Оксамитник жовточеревий, Hyliota flavigaster

Родина: Кропив'янкові (Sylviidae)
- Кропив'янка чорноголова, Sylvia atricapilla
- Кропив'янка садова, Sylvia borin
- Кропив'янка сіра, Sylvia communis
- Кропив'янка прудка, Sylvia curruca (A)
- Кропив'янка співоча, Curruca hortensis
- Кропив'янка червоновола, Curruca cantillans
- Кропив'янка піренейська, Curruca conspicillata (A)
- Кропив'янка Рюпеля, Curruca ruppeli (A)[13]

Родина: Мухоловкові (Muscicapidae)
- Скеляр строкатий, Monticola saxatilis
- Скеляр синій, Monticola solitarius
- Мухарка бліда, Melaenornis pallidus
- Мухарка чорна, Melaenornis edolioides
- Мухоловка сіра, Muscicapa striata
- Мухоловка болотяна, Muscicapa aquatica
- Мухоловка сива, Myioparus plumbeus
- Алєте сенегальський, Alethe diademata
- Мухоловка строката, Ficedula hypoleuca
- Соловейко західний, Luscinia megarhynchos
- Синьошийка, Luscinia svecica
- Золотокіс сіроголовий, Cossypha niveicapilla
- Золотокіс білоголовий, Cossypha albicapillus
- Альзакола чорна, Cercotrichas podobe
- Соловейко рудохвостий, Cercotrichas galactotes
- Горихвістка звичайна, Phoenicurus phoenicurus
- Трав'янка лучна, Saxicola rubetra
- Saxicola torquatus
- Кам'янка звичайна, Oenanthe oenanthe
- Oenanthe hispanica (A)
- Кам'янка попеляста, Oenanthe isabellina (A)
- Смолярик білолобий, Oenanthe albifrons
- Oenanthe melanura(інші мови) (A)
- Oenanthe leucopyga(інші мови) (A)
- Смолярик бурий, Myrmecocichla aethiops

Родина: Прирітникові (Platysteiridae)
- Прирітник рубіновобровий, Platysteira cyanea
- Приріт сенегальський, Batis senegalensis

Родина: Stenostiridae
- Ельмінія блакитна, Elminia longicauda

Родина: Монархові (Monarchidae)
- Монарх-довгохвіст іржастий, Terpsiphone rufiventer
- Монарх-довгохвіст африканський, Terpsiphone viridis

Родина: Pellorneidae
- Тимелія вохриста, Illadopsis fulvescens (A)
- Тимелія білогорла, Illadopsis puveli

Родина: Leiothrichidae
- Кратеропа чорноголова, Turdoides reinwardtii
- Кратеропа саванова, Turdoides plebejus
- Баблер-капуцин, Turdoides atripennis

Родина: Синицеві (Paridae)
- Синиця білоплеча, Melaniparus guineensis

Родина: Підкоришникові (Certhiidae)
- Гримперія африканська, Salpornis salvadori (A)

Родина: Ремезові (Remizidae)
- Ремез жовтий, Anthoscopus parvulus

Родина: Нектаркові (Nectariniidae)
- Саїманга сіра, Anthreptes gabonicus
- Саїманга фіолетова, Anthreptes longuemarei
- Саїманга зеленовола, Hedydipna collaris
- Саїманга західна, Hedydipna platura
- Нектарик зеленоголовий, Cyanomitra verticalis
- Нектарець червоноволий, Chalcomitra senegalensis
- Маріка смарагдова, Cinnyris chloropygius (A)[10]
- Маріка-ельф, Cinnyris pulchellus
- Маріка сенегальська, Cinnyris coccinigastrus
- Маріка різнобарвна, Cinnyris venustus
- Маріка міднобарвна, Cinnyris cupreus

Родина: Окулярникові (Zosteropidae)
- Окулярник сенегальський, Zosterops senegalensis

Родина: Вивільгові (Oriolidae)
- Вивільга звичайна, Oriolus oriolus (A)
- Вивільга золота, Oriolus auratus

Родина: Сорокопудові (Laniidae)

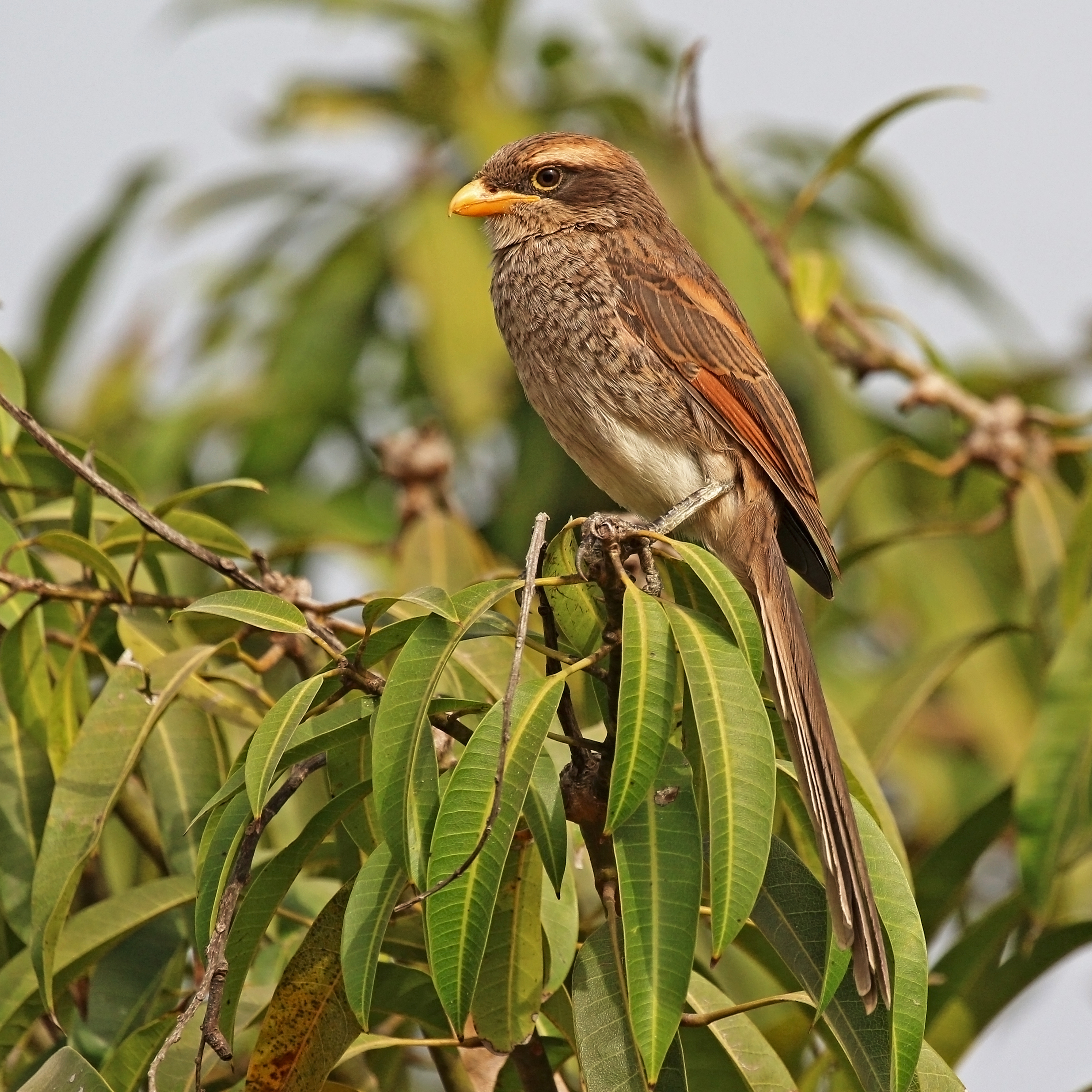
Жовтодзьобий сорокопуд (Corvinella corvina)

- Сорокопуд рудохвостий, Lanius isabellinus (A)
- Сорокопуд сірий, Lanius excubitor (A)
- Сорокопуд червоноголовий, Lanius senator
- Сорокопуд жовтодзьобий, Corvinella corvina

Родина: Гладіаторові (Malaconotidae)
- Брубру, Nilaus afer
- Кубла північна, Dryoscopus gambensis
- Чагра велика, Tchagra senegala
- Гонолек червоний, Laniarius barbarus
- Вюргер золотистий, Chlorophoneus sulfureopectus
- Гладіатор сіроголовий, Malaconotus blanchoti

Родина: Вангові (Vangidae)
- Багадаїс білочубий, Prionops plumatus
- Приріт великий, Megabyas flammulatus (A)
- Приріт чубатий, Bias musicus (A)

Родина: Дронгові (Dicruridae)
- Дронго лісовий, Dicrurus occidentalis
- Дронго савановий, Dicrurus divaricatus

Родина: Воронові (Corvidae)
- Піакпіак, Ptilostomus afer
- Крук строкатий, Corvus albus

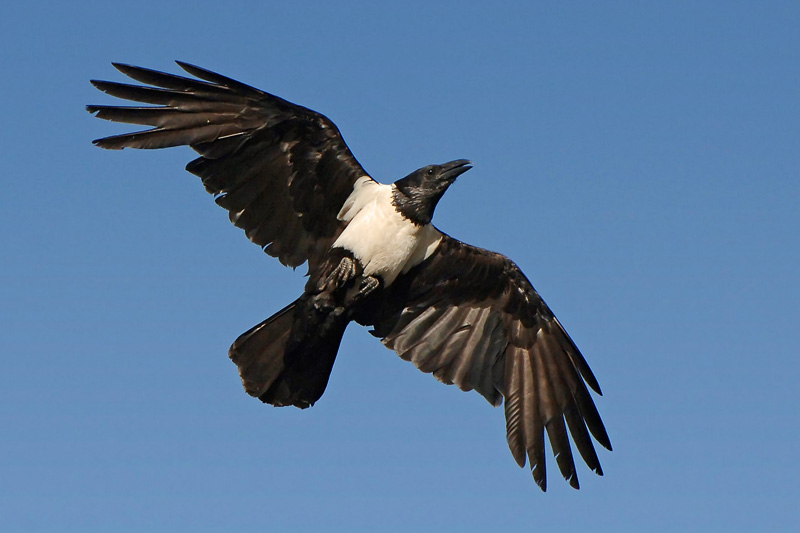
Строкатий крук (Corvus albus)

- Крук пустельний, Corvus ruficollis (A)

Родина: Ґедзеїдові (Buphagidae)
- Ґедзеїд жовтодзьобий, Buphagus africanus

Родина: Шпакові (Sturnidae)

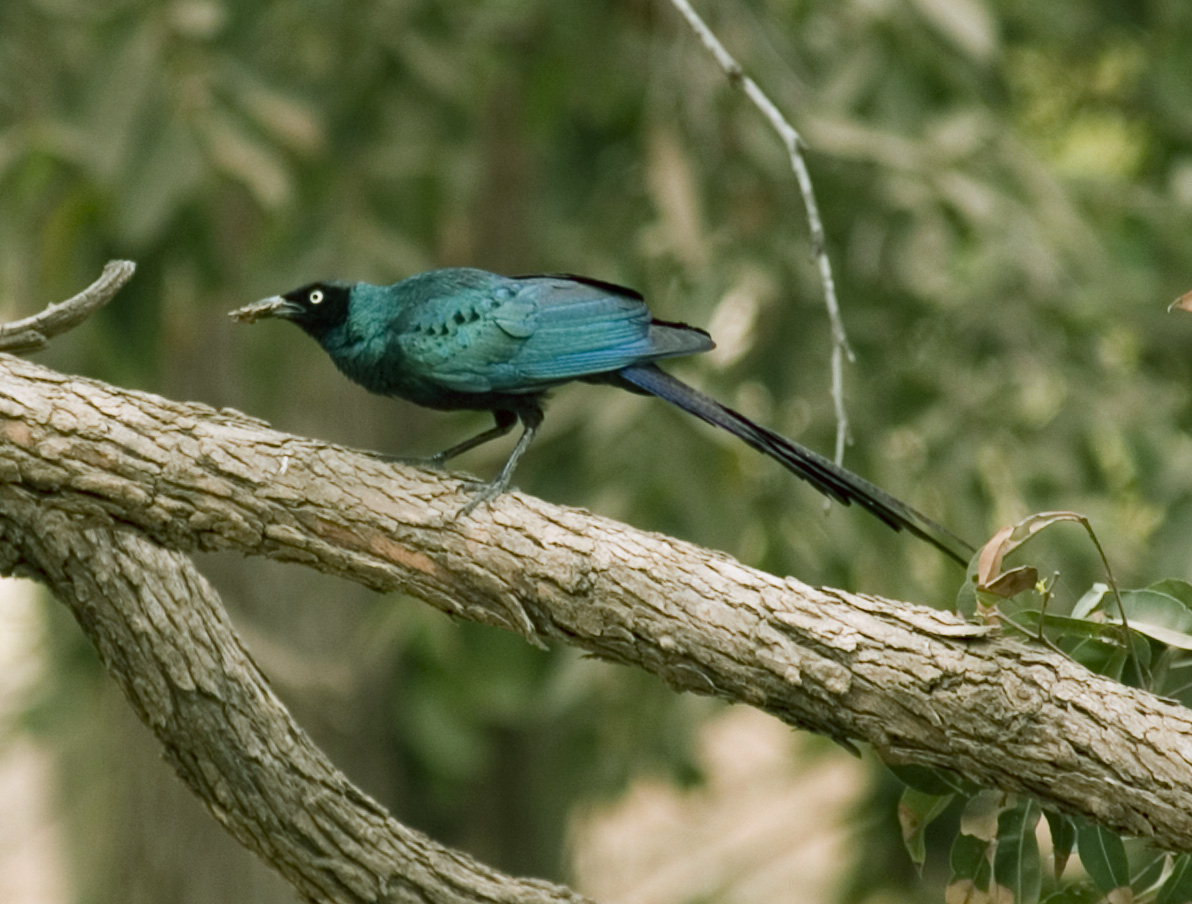
Довгохвостий мерл (Lamprotornis caudatus)

- Шпак жовтоголовий, Creatophora cinerea (A)
- Мерл зелений, Lamprotornis chalybaeus
- Мерл синьощокий, Lamprotornis chloropterus
- Мерл бронзовохвостий, Lamprotornis chalcurus
- Мерл темнощокий, Lamprotornis splendidus
- Мерл пурпуровий, Lamprotornis purpureus
- Мерл довгохвостий, Lamprotornis caudatus
- Мерл рудочеревий, Lamprotornis pulcher
- Шпак-куцохвіст аметистовий, Cinnyricinclus leucogaster

Родина: Ткачикові (Ploceidae)

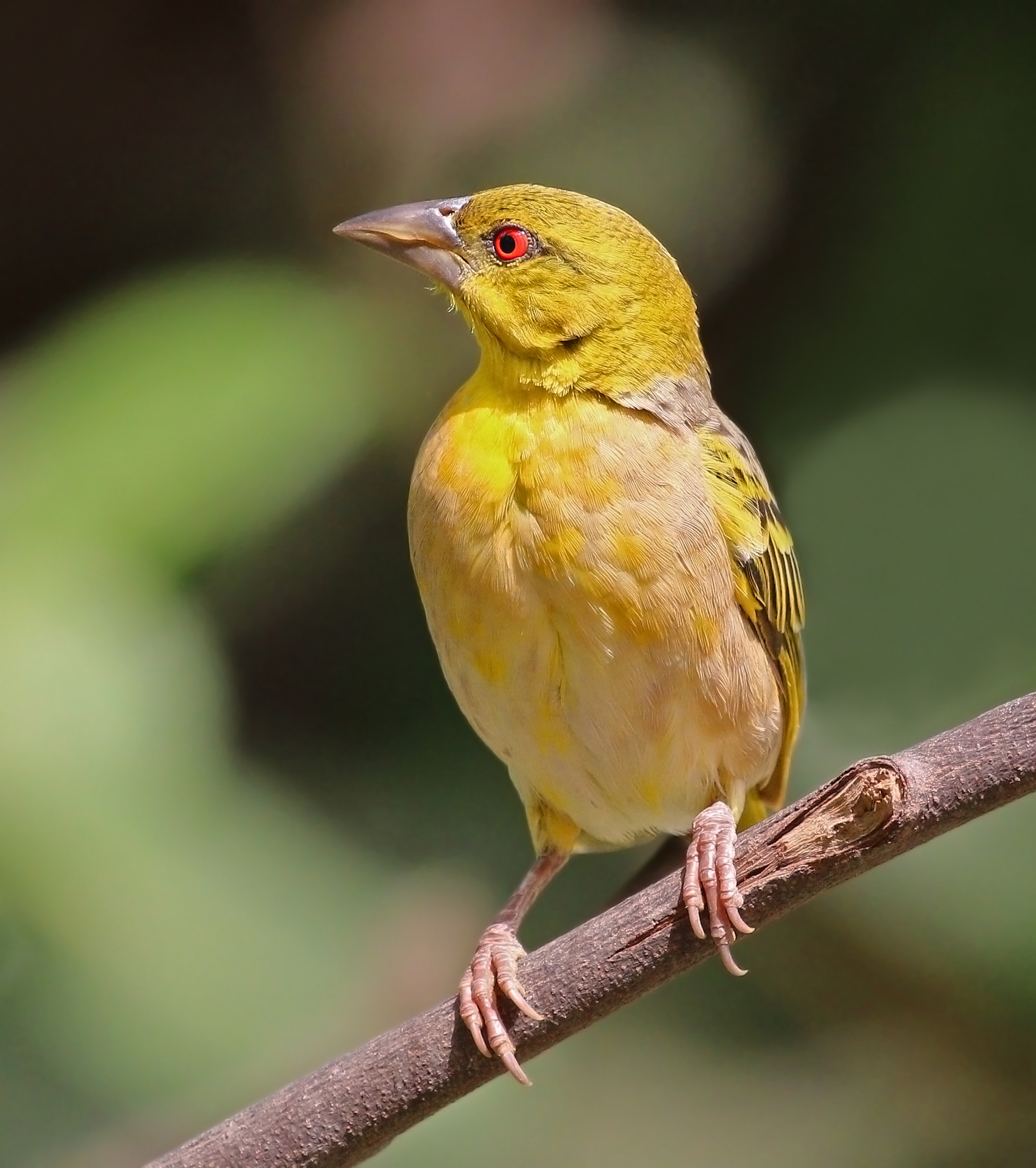
Великий ткачик (Ploceus cucullatus)

- Алекто білодзьобий, Bubalornis albirostris
- Магалі-вусань північний, Sporopipes frontalis
- Магалі рудоголовий, Plocepasser superciliosus
- Ткачик малий, Ploceus luteolus
- Ткачик короткокрилий, Ploceus nigricollis
- Ткачик масковий, Ploceus heuglini
- Ткачик великий, Ploceus cucullatus
- Ткачик західний, Ploceus nigerrimus (A)
- Ткачик чорноголовий, Ploceus melanocephalus
- Малімб червоноволий, Malimbus nitens (A)
- Малімб червоноголовий, Anaplectes rubriceps
- Квелія червоноголова, Quelea erythrops
- Квелія червонодзьоба, Quelea quelea
- Вайдаг золотистий, Euplectes afer
- Вайдаг чорнокрилий, Euplectes hordeaceus
- Вайдаг червоний, Euplectes franciscanus
- Вайдаг жовтоплечий, Euplectes macroura
- Вайдаг великий, Euplectes ardens

Родина: Астрильдові (Estrildidae)

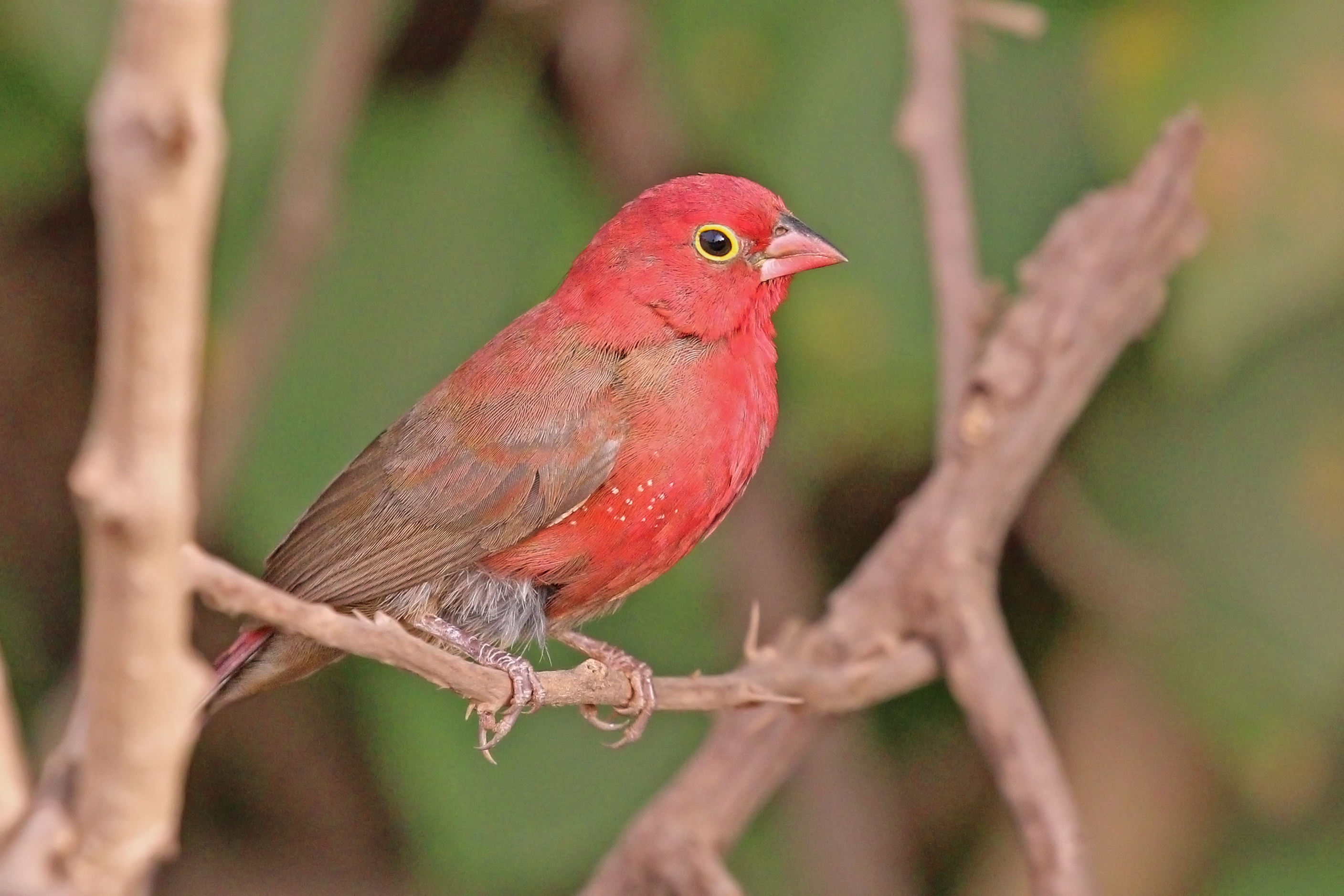
Червонодзьобий амарант (Lagonosticta senegala)

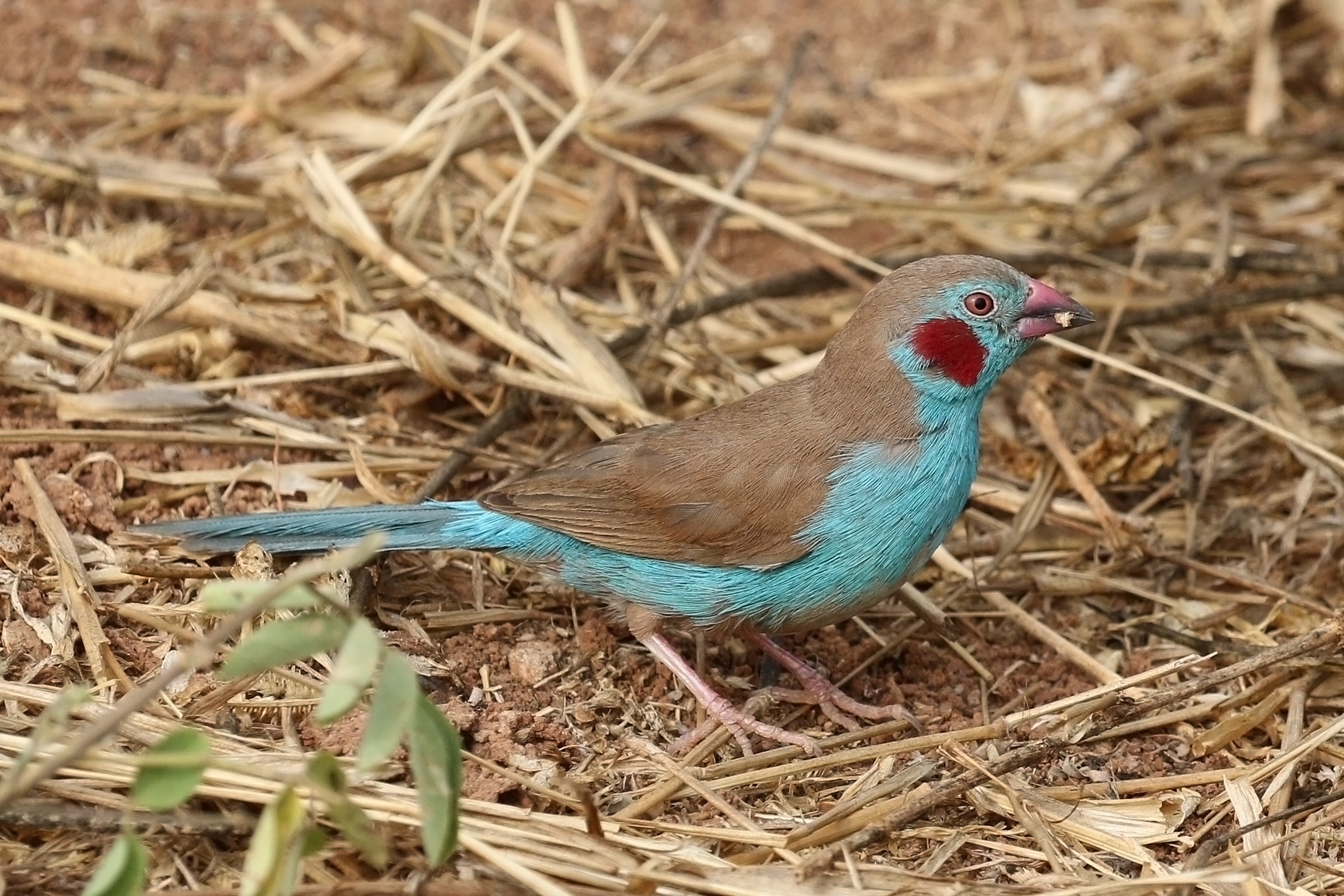
Астрильд-метелик червонощокий (Uraeginthus bengalus)

- Нігрита рудочерева, Nigrita bicolor (A)
- Астрильдик білощокий, Delacourella capistrata (A)
- Мельба червонокрила, Pytilia phoenicoptera
- Мельба строката, Pytilia melba
- Червонощок західний, Pyrenestes sanguineus
- Синьодзьоб чорноголовий, Spermophaga haematina
- Амарант савановий, Lagonosticta rufopicta
- Амарант червонодзьобий, Lagonosticta senegala
- Амарант масковий, Lagonosticta larvata
- Астрильд-метелик червонощокий, Uraeginthus bengalus
- Астрильд червонохвостий, Glaucestrilda caerulescens
- Астрильд золотощокий, Estrilda melpoda
- Астрильд сірий, Estrilda troglodytes
- Бенгалик золотогрудий, Amandava subflava
- Луговик чорнощокий, Ortygospiza atricollis
- Сріблодзьоб чорногузий, Euodice cantans
- Сріблодзьоб чорноволий, Spermestes cucullata
- Сріблодзьоб великий, Spermestes fringilloides
- Амадина червоногорла, Amadina fasciata

Родина: Вдовичкові (Viduidae)

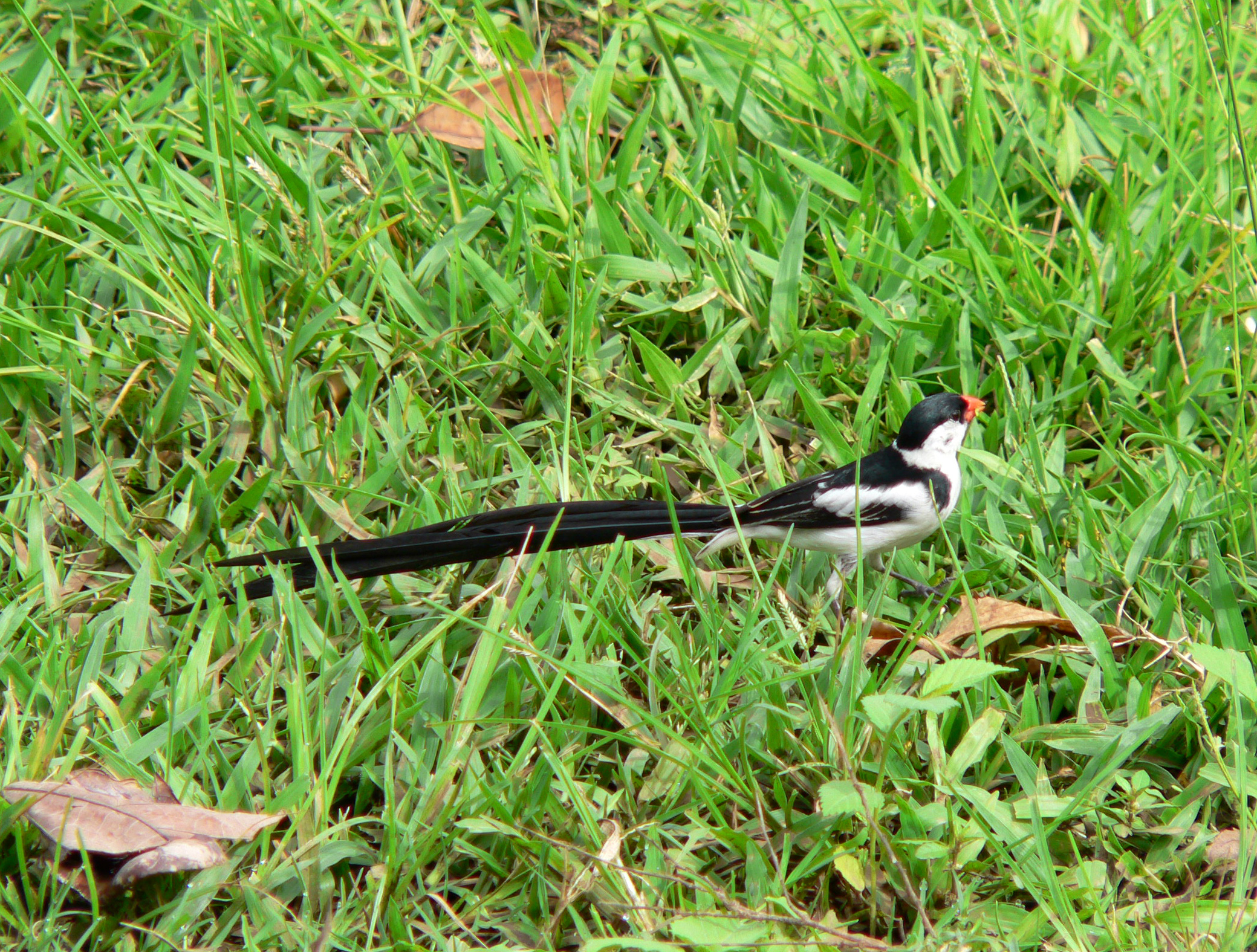
Білочерева вдовичка (Vidua macroura)

- Вдовичка червононога, Vidua chalybeata
- Вдовичка чагарникова, Vidua larvaticola
- Вдовичка нігерійська, Vidua nigeriae
- Вдовичка камерунська, Vidua camerunensis
- Вдовичка білочерева, Vidua macroura
- Вдовичка рудошия, Vidua interjecta
- Вдовичка сахелева, Vidua orientalis
- Зозульчак, Anomalospiza imberbis (A)

Родина: Вівсянкові (Emberizidae)
- Вівсянка садова, Emberiza hortulana (A)
- Вівсянка сахарська, Emberiza sahari (A)
- Вівсянка сірогорла, Emberiza goslingi
- Вівсянка бурогуза, Emberiza affinis

Родина: В'юркові (Fringillidae)

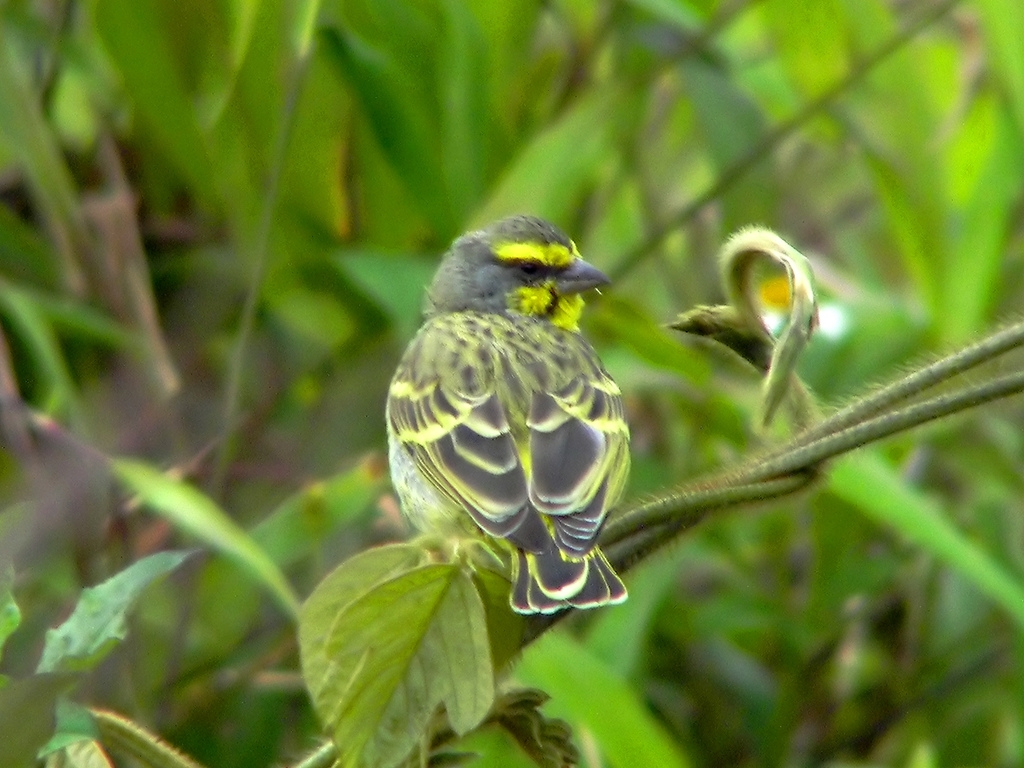
Жовтолобий щедрик (Crithagra mozambica)

- Щедрик білогузий, Crithagra leucopygia
- Щедрик жовтолобий, Crithagra mozambica

Родина: Горобцеві (Passeridae)
- Горобець хатній, Passer domesticus (I)
- Горобець сіроголовий, Passer griseus
- Горобець жовтий, Passer luteus
- Горобець малий, Gymnoris dentata